# 의화단 운동

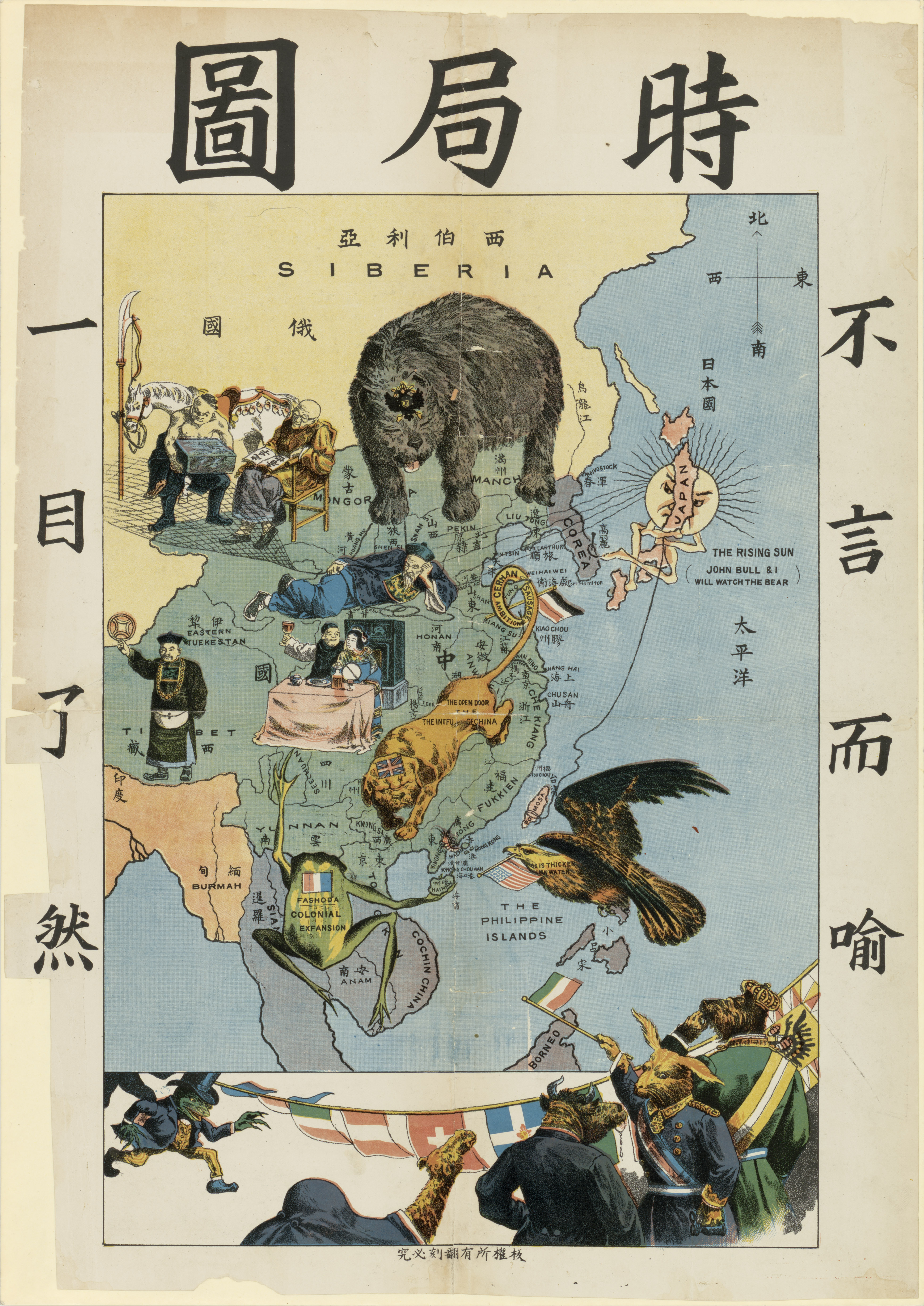
1900년과 1904년의 동아시아 시국 그림.

의화단 운동(義和團運動, 영어: Boxer Rebellion, Boxer Uprising, Boxer Insurrection, Yihetuan Movement)은 청나라 말기 1899년 11월 2일부터 1901년 9월 7일까지 산동(山東) 지방, 화북(華北) 지역에서 의화단(義和團)이 일으킨 외세 배척 운동이다. 의화단의 난이라고도 하며 1900년, 즉 경자년(庚子年)에 일어난 교난이라는 의미로 경자교난이라고 부르기도 한다. 또 의화단을 주먹을 쓰는 비적들이라는 의미의 ‘권비(拳匪)’나 ‘단비(團匪)’로 지칭하였는데, 따라서 의화단운동을 ‘의화단의 난,’ ‘권비의 난,’ ‘단비의 난’ 등으로 지칭하기도 하였다. 산둥 지역에서는 일찍이 의화권(義和拳)이라는 민간 결사가 생겨나 반외세 운동을 벌이고 있었는데 1897년 독일이 산둥성 일대를 점령하자 의화권의 반외세, 반기독교 운동이 격화됐다. 의화권은 다른 민간 자위 조직에 침투해 통합을 이루고는 스스로 의화단이라고 칭했다.의화단은 서태후의 명으로 베이징으로 상경하게 된다.
'부청멸양'(扶淸滅洋, Revive the Qing and destroy the foreigners)을 구호로 내건 본격적인 의화단 운동은 독일 로마 가톨릭 교회의 선교활동이 왕성했던 산둥 성의 북부 지역에서 1898년 4월부터 일어나기 시작했다. 이 해 여름부터 비가 오지 않는 날이 계속되어 가뭄 피해가 극심해지자 많은 유민이 발생했는데 이들이 대거 의화단에 가입했다. 1899년 12월에 새로 부임한 산동순무(山東巡撫) 원세개(袁世凱)는 열강의 요구에 따라 의화단을 강력히 탄압했는데 이것이 의화단 세력이 하북성(河北省)으로 번지는 계기가 되면서 의화단 운동이 더욱 격렬해졌다. 의화단은 철도, 교회, 전선 등 모든 외래적인 것을 파괴하기 시작했고 기독교도를 학살하기도 했다.
1900년 1월 서태후가 황제인 광서제를 폐위시키려고 했으나, 열강이 서태후의 의도를 간파하고 공동으로 압력을 가해 그 의도를 좌절시켰다. 이 때문에 청나라 정부의 수구파는 의화단의 배외 운동을 고무해서 열강에 압력을 가하고자 했다. 1900년 6월에 의화단이 베이징에 있는 외국 공관을 포위 공격하자 서태후는 그들을 의민(義民)으로 규정하고 열강에 선전 포고했다. 이에 러시아, 일본, 독일, 영국, 미국, 이탈리아, 오스트리아, 프랑스 8개국이 파병해서 베이징을 비롯해 장강 이북 지역을 대부분 점령했다. 열강은 중국을 분할하지 않는 대신 보존하기로 결정하는 한편 청조와의 협상을 거쳐 1901년 9월 7일에 강화 조약인 신축 조약(辛丑條約, 베이징 의정서)을 체결했다. 그 내용은 청나라가 제국주의 열강에 거액의 배상금을 지급하는 동시에 열강의 중국 내 군대 주둔권을 인정하는 것이었다. 이 사건으로 인해 중국의 반식민지 상태가 더욱 심화되었다.

## 명칭
의화단은 백련교를 모태로 한 수 많은 무술 단체 가운데 대도회(大刀會)를 비롯한 권법 무술단체의 무리로 의화권(義和拳)이라고 불렸다. 서양에서는 이들을 '복서(Boxer)'로 번역했다. 서양에서는 의화단을 '복서'(Boxer)라고 부르는데, 당시에 서양 선교사들이 의화단이 무술과 체조를 중요시하는 걸 보고 "권투 선수(Boxer)들 같다"고 평한데서 나왔다고 한다.

## 의화단의 기원과 조직

### 의화단 운동의 사회적 배경

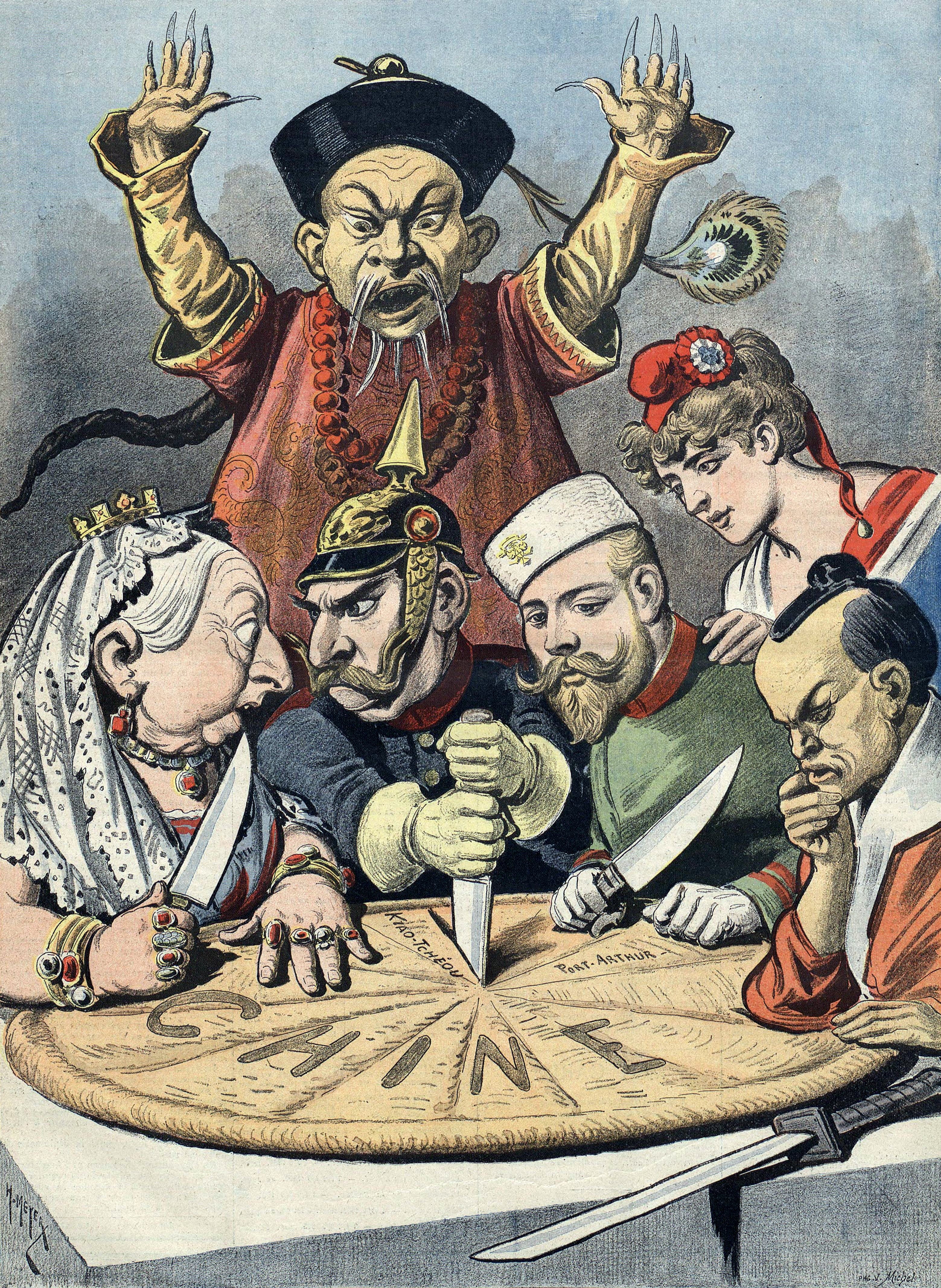
1898년 1월 15일 프랑스 신문 《르 프티 주르날》(Le petit Journal)에 실린 열강들의 중국 분할 구상을 풍자하는 만평. 대영 제국(영국)의 빅토리아 여왕, 독일 제국의 빌헬름 2세 황제, 러시아 제국의 니콜라이 2세 황제, 프랑스의 마리안, 일본 제국의 사무라이가 힘이 없는 청나라 관리를 외면한 채 "중국"이라고 쓰여진 파이를 칼로 나누고 있다.

청나라 말, 열강 세력들의 이권 침탈과 더불어 국내 상황은 더욱 혼란스러워졌다. 특히 산둥성, 즈리 성, 허난성 지방에 나타난 사회구조의 변화는 의화단 운동을 유발시키는 요인이 되었다. 이 지역은 자급자족의 자연경제가 우위를 차지하고 있었고, 이 지역에는 일찍이 면화와 토포(土布) 상품의 중요 생산지여서 토포와 면화의 교역량이 제일 많았다. 각지의 상인들은 이를 구입, 산서성, 내몽고, 요동 등지에 판매하였다. 그런데 톈진과 연대(煙台)가 개항된 후 양사, 양포의 수입량이 나날이 증가되면서 농촌의 토사, 토포 시장을 장악하여 가내 방직업은 완전히 파산되고 농민들에게 경제적인 고통을 가중시켰다. 결국 의화단의 기층을 이루고 있던 농민들은 그 불만의 화살을 열강 제국주의를 향하여 돌리게 되어 이들은 '양화배척'을 외치게 되었다.
1894년부터 1895년까지 일어난 청일 전쟁 패배 이후에 독일은 삼국 간섭 이후에 중국에 대한, 특히 산둥성 지방에 이권 쟁취에 열을 올렸다. 독일은 1870년대에 중국 무역이 서양 열강 가운데 제5위에 불과했으나 1890년대에 제2위로 올랐다. 1897년 11월, 거야교안(鋸野敎案)을 기화로 교주만 쪽으로 진출하려던 꿈을 이루고 칭다오를 독일 철도의 기점으로 삼아 중국 내지까지 진출하려고 철도 부설권을 얻어냈다. 그리고 철도 부설을 위한 토지 구입 문제를 둘러싸고 그 지역 중국인들과 충돌이 빈번하게 일어났다. 또한 철도부설 공사가 시작되면서 철도가 경유하는 지역마다 분모를 파헤치고 민가를 철거해야 하였기 때문에 전통적으로 조상을 받드는 중국인들의 감정을 크게 해쳤다. 이에 산둥성 지역인들은 철도 부설 반대 운동을 일으켰는데, 이때가 의화단의 활동 시기여서 그 규모는 더욱 확대되었다. 그리고 철도부설이 끝나면서 많은 중국인 운수 노동자들이 일자리를 잃게 되어 이들도 여기게 가세하여 의화단 운동은 더욱 격렬해졌다. 뿐만 아니라 산둥성 지역에는 반기독교 운동이 활발해져갔다. 청일전쟁 이후 산둥 성 전체 108개 주현 가운데 72개 주현에 교회의 거점이 마련되고, 크고 작은 교회는 1300여개, 150여 명의 선교사가 활동하고 있었다. 천주교 신자만 하더라도 8만 명에 달했다. 교회 세력은 열강의 힘을 배경으로 불법을 일삼고 일반 민중에 압력을 가하여 도처에서 교안이 일어났다. 교안이 일어나면 관청을 압박하여 민중을 진압하고, 배상금을 요구하여 산동인들과 지방관들도 교회에 대한 원망과 불만이 높았다. 그리고 1898년 5월에 영국군이 강제로 웨이하이웨이(威海衛)를 점령 하고 조차한 것도 산동인들의 위기의식에 크게 자극하였다.
이 밖에 자연재해로 인해 흉흉해진 민심도 커다란 요인이 되었다. 자연재해는 19세기 후반부터 화북 지역에 자주 나타나는 현상이었는데, 산둥성 지역은 황하 강의 하류에 있기 때문에 즈리 성, 허난성과 함께 그 피해는 더욱 컸다. 특히 1898년에 더욱 심하여 아사자만 16~17만 명이나 되었으며, 가옥을 비롯한 농경지 피해는 수를 헤아릴 수 없을 만큼 컸다. 같은 산둥성이라 하더라도 서부는 작물생산이 불리한 조건이나 동부 반도지역은 관개가 잘되고 재해도 적어 경제적으로 차이가 있었다. 이러한 자연재해 환경과 열강의 이권침탈, 기독교의 활동은 의화단 활동을 더욱 활발하게 만들었다.

## 의화단의 기원

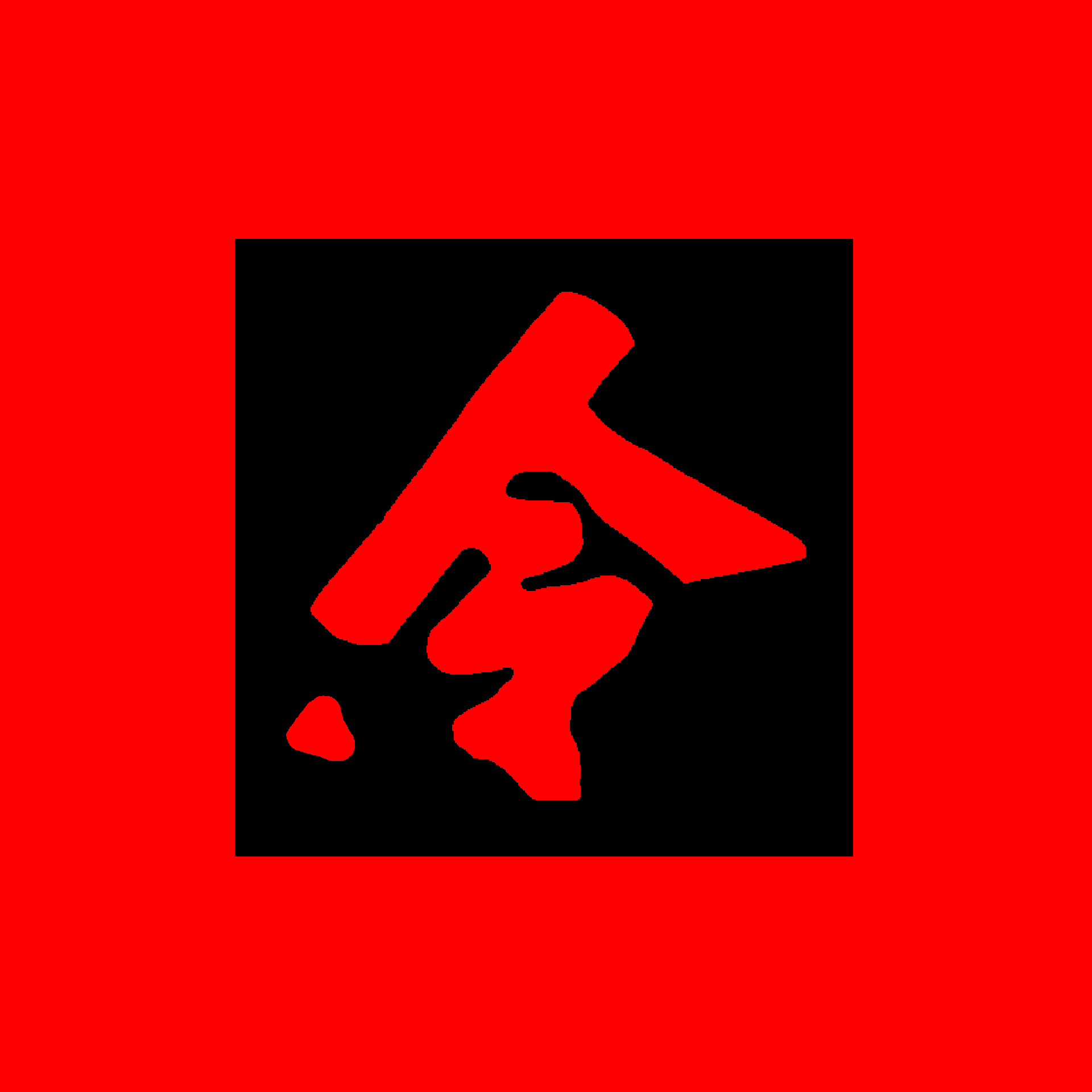
의화단 깃발.

의화단의 전신은 '의화권'(義和拳) 혹은 '의화문'(義和門)으로 그들은 1778년(건륭 43년)의 관방 문서에 처음으로 보이고 있다. 그들은 본래 통일된 조직이 없어서 연합행동을 할 때에 비교적 세력이 있는 촌이 주축이 되어 인근의 무리들을 불러모았다. 그리고 부자들을 위협하여 재물을 내도록 해 가난한 사람들을 도와주는 일을 해왔다.
가경제 13년(1808년)에 청나라 조정은 의화권을 '건전하지 못하고 요사스러운 종교'로 보아 이를 금지시켰다. 그러나 이들의 행동은 권술(拳術)을 배우면서 점점 복잡해졌고 종교적 성향을 띠기 시작하였다. 이것은 이들과 백련교가 결합한 결과 때문이었다. 군중들이 받아들이기 쉬웠던 불교, 도교, 유교 등과 민간신앙을 의화권이 받아들이면서 그들의 종교적인 내용은 대단히 복잡해졌다.
이들은 제2차 아편전쟁 이후 반 기독교 운동에 참여하였으나 조직적인 통일이 이루어지지 않아 대규모적인 활동을 하지 못했다.
그런데 청일전쟁 이후에 이르러 열강의 침략이 격화되어 가면서 의화권의 명칭도 의화단으로 바뀌기 시작하였으며, 1900년의 봄과 여름 사이에 즈리, 산둥 등지의 의화권이 의화단이란 명칭을 보편적으로 사용하여 의화단의 시대가 시작되었다.
명칭이 바뀌면서 그들은 사회 기반을 분명히 하게 되었고, 투쟁 목표와 규모는 더욱 확대, 변화, 발전되었다. 그중 가장 큰 변화는 항청(抗淸), 반청(反淸)에서 반제(反帝) 애국으로 혹은 비밀활동에서 공개적으로 활동하게 되었다.

### 의화단의 조직과 구성원 및 구호

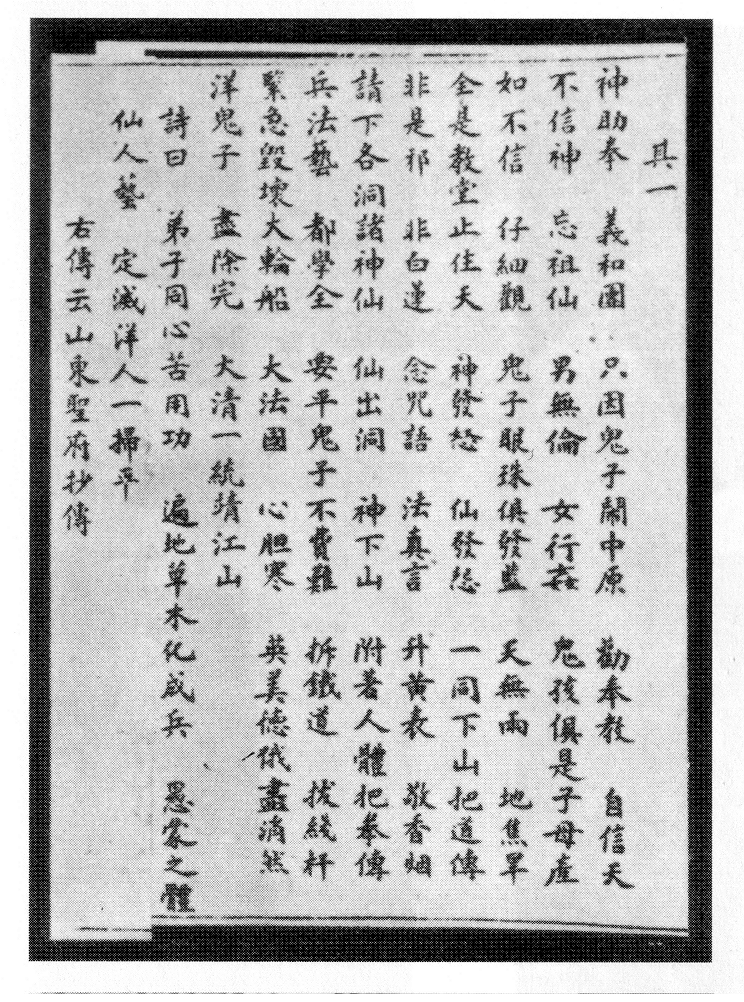
의화단의 격문

의화단은 일반적으로 '팔괘'에 따라 여덟 개의 큰 계통으로 조직되었는데, 즈리 성의 톈진, 베이징 지역에만 나타나고 있었다. 그러나 지방에 따라 반드시 여덟 개가 다 있었던 것은 아니었다. 또한 여덟 개의 계통이 모두 다 같은 규모로 통일되어 있었던 것도 아니었다. 따라서 의화단 전체가 통일된 조직으로 이루어진 것은 아니었으며, 또한 엄격한 지도부가 있는 것도 아니었기 때문에 공인된 지도자도 없었다.
평시에 의화단은 그 전신인 의화권(義和拳) 때와 마찬가지로 여전히 자연 촌락을 단위로 각자가 단구(壇口), 혹은 권창(拳廠)을 설치하여 무술을 배운다든지 권술을 연습하는 곳으로 삼아 '대사형'(大師兄), '이사형'(二師兄) 등이 이끌어 나갔다. 어떤 지방에서는 단구(壇口) 위에 다시 총단구(總壇口)를 설치하여 그 우두머리를 '노조사'(老祖師) 혹은 '노사'(老師)라고 불렀다. 일이 있을 때에는 인근의 몇 촌장에 있는 단혹 창(廠)을 모아 임시적으로 단(壇)을 결성하기도 하였다.
의화단의 구성원은 가난한 사람들로 대부분이 농민이었으며 그밖에 선원, 철도노동자, 어민, 소금을 굽는 사람, 기술자, 소상인, 점원 등이 참여하여 그 성분이 대단히 복잡하였다. 물론 이밖에도 유민을 비롯하여 궁정의 태감, 군대 안의 사병들이 있었다. 그리고 나이로 보면 대부분이 10여세의 청소년을 중심으로 그 이하도 있었으며 30세 이상은 적었다. 부녀들도 많이 참가하여 소녀들로 조직된 '홍등조'(紅燈照)와 중년 부녀들로 조직된 '남등조'(藍燈照), 과부들로 조직된 '사과조'(砂鍋照) 등이 있었다. 이 가운데 홍등조(紅燈照)는 홍색의 옷을 입고 홍등을 들고 있어 자신들을 구별하였으며, 부녀 중의 첨병이었다.
의화단은 비록 통일된 조직이 없었지만 기율은 엄격하였다. 그들은 일률적으로 단규(壇規)를 지켜야 하였으며, 단 밖에서 활동할 때에는 스스로 식량을 준비하여야 하였고, 밤이면 거적을 깔고 누워 자는 고생을 할지라도 조금도 소란을 피우지 않았다. 의화단의 규칙은 전적으로 기독교에 대한 반대를 내세웠을 뿐 향리를 괴롭히지 않았다. 그러므로 일반 민중은 정부의 군대를 무서워하여도 의화단을 무서워하지 않았다. 그들은 투쟁의 정의로움과 엄격한 규율로 민심을 얻게 되어 대단히 빠른 속도로 확산되어갔다.
의화단의 신앙은 일치되어 있지 않았다. 즉 각 단과 단은 통일되었으나 고정적인 신앙은 없었다. 단지 신령이 몸에 붙어있어 총알이나 칼이 들어가지 않는다는 미신 사상만이 서로 비슷할 뿐이었다. 그들이 신봉하는 신령도 가지각색이었는데, '봉신방','삼국연의','서유기','삼협오의'등과 같은 소설에 나오는 인물에서 따왔다. 그리고 그 내용도 천진스럽고 유치한 성숙되지 못한 것도 있었다. 그리고 그들이 입는 옷도 각 단마다 어떤 단은 붉은 색을, 또 어떤 단은 노랑 색을 좋아하여 그 색으로 머리수건을 통일하던지 요대를 통일하였다.
의화단의 구호는 의화권으로 있을 때에 '반청복명'(反淸復明)에 두었다. 그러나 청일전쟁 이후에 열강의 침략이 가속화되자 '부청멸양'(扶淸滅洋)의 구호로 바뀌게 되었다. 이처럼 구호가 바뀌게 된 것은 1898년 7월에 쓰촨성에서 일어난 반기독교 운동 때의 격문에 처음으로 나타났는데, '순청멸양'(順淸滅洋, 부청멸양과 같은 의미.)이란 구호였다. 그리고 이 해 가을에 산둥성의 유명한 의화권 수령 조삼다(趙三多) 등이 관현(冠縣)에서 3000명을 모아 각지의 교회를 불태우고 선교사와 교민을 살해한 관현교안때 이와 비슷한 '조청멸양'(助淸滅洋), 혹은 '부청멸양'(扶淸滅洋)의 기치를 내세우면서 보편적으로 사용되었다. 전자는 연속성이 없었으나 후자는 연속성을 갖고 있었다. 이 구호를 사용하면서부터 청나라의 관리는 물론 사대부, 장군들로부터 많은 지지와 동정을 받게되었으며, 더 나아가 광범위한 대중적 기반으로 반제·애국 운동을 전개할 수 있었다.
의화단 운동을 전개하는데 하나의 특징은 대량의 전단을 인쇄하여 붙였다는 점이다. 예를 들면 게첩(揭帖), 고백(告白), 단유(壇諭), 첩어(貼語), 비문(碑文) 등등으로 황색, 홍색, 백색 종이에 인쇄하거나 손으로 쓴 것인데 의화단이 군중을 선동하기 위한 선전이나 교회를 공격하기 위한 수단으로 사용되었다.
내용은 대체로 그들이 청조에 대한 태도를 표명한 것과 서양 열강과 교회를 반대하는 것으로 되어있다. 특히 청에 대한 태도에서 황제와 탐관에 대하여 명확하게 반대한 것이 있는가 하면 의화단은 충신이라며 청조를 옹호하는 그 반대의 내용도 있었다. 그리고 열강과 교회에 대한 태도는 거의 배외적인 것이었다. 이러한 전단의 작성은 위로는 공경(公卿), 아래로는 일반 신사(紳士), 문인들이 지지해주었기 때문에 대량으로 만들어질 수 있는 것들이었다.

## 의화단 운동의 발전과 청조의 대책

### 의화단 운동의 발전

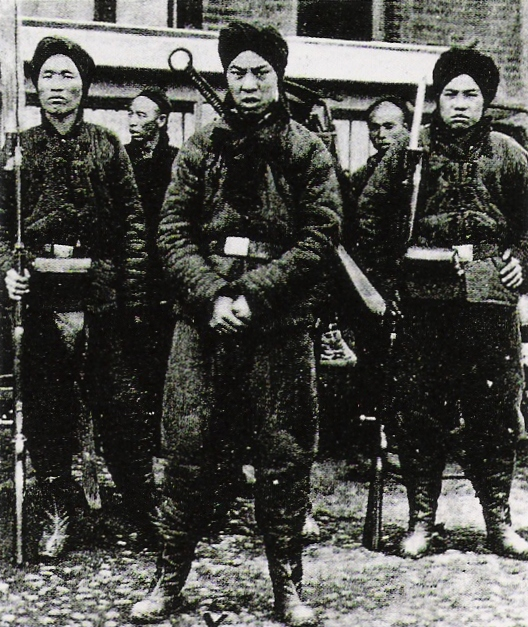
의화단원들.

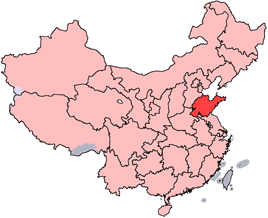
산둥성. 의화단 활동 주요지였다.

의화단 운동의 발원지는 산둥성과 즈리성의 경계지로 이 지역으로부터 청일전쟁 이후에 자발적으로 반기독교 움직임이 계속적으로 일어나 산둥성 전체로 파급되고 있었다. 따라서 10여년 전에 일어난 교안조차 해결하지 못하고 미루어져 온 사건도 있었다. 예를 들면 1894년에 이병형(李秉衡)이 산둥성 순무로 부암하였을 때 1886년에 일어난 선교사와 교민들의 횡포에 분노한 민중들이 교회당을 불태운 '연주교안'(州敎案)은 아직 해결되지 못한 상태였는데, 삼국간섭으로 요동반도를 돌려받고 독일인의 입김이 커지면서 교안도 피동적으로 해결되었다.
뒤이어 조현(曹縣)에서 유사단(劉士端)이 보위신가(保衛身家)를 내세워 1894년에 대도회(大刀會)를 조직하고, 1896년에 반기독교 운동을 전개하였는데, 청 조정에서는 양강총동 유곤일(劉坤一)과 산둥성 순무 이병형을 파견하여 이들을 평정하였다. 그러나 산발적인 반기독교 운동은 그대로 지속되었다. 1897년 11월에 조주부(曹州府) 거야현(鉅野縣)에서 독일 선교사 2명이 살해되는 '거야교안'(鉅野敎案)이 일어났다. 즉, 거야현에서 조언학(曹言學)의 대도회 무리들이 큰비를 무릅쓰고 현(縣)에서 가장 오래되고 규모가 큰 마반장(磨盤張)의 독일 천주교 성당으로 들어가 선교사를 살해하였다. 이후 제녕(濟寧), 수장(壽張), 성무(成武), 단현(單縣) 등지에서도 대도회와 민중이 여기에 호응하여 반기독교의 공기가 흉흉하였다. 독일은 이를 기회로 산둥성 교주만(膠州灣)을 그들의 세력 범위로 삼았고 독일 공사 헤이킹(Herr von Heyking)은 산둥성 순무 이병형을 파직, '영구히 임용하지 못하도록' 요구하였으나 청조는 그를 쓰촨성 총독으로 이동시켰다.
뒤이어 1897년 9월에 장여매(張汝梅)가 순무로 부임하였는데, 그는 의화단에 대하여 완화정책을 펴다가 열강의 요구로 다음해 1898년 3월에 사직하였다. 그러나 이때부터 의화단 운동은 발전하기 시작하여 신권 수령인 주홍(朱紅燈)등이 치평현(顯) 일대에서 창(廠)을 설치하고 권술을 가르쳤는데, 마을 전체 960여 장 가운데 800여 곳에 단(壇)을 설치하였다. 그리고 1898년 5월에 신권을 '의화권'으로 고쳐 지역을 넓히고, 대도회도 '의화권'으로 이름을 고쳐 의화권의 활동이 산둥성 전 지역으로 확대되었다.
의화권의 이름으로 처음 반기독교 투쟁을 전개한 것은 1898년 10월 24일에 조삼다(趙三多), 염서근(閻書勤) 등 18명의 '18괴(魁)'라 칭하는 이들이 이끈 호묘(護廟) 투쟁의 '관현교안'(冠顯敎案)이다. '호묘'란 즉 이원둔(梨園屯) 장가장 마장(蔣家莊 馬場)에 있던 옥황묘(玉皇廟)를 헐고 그 자리에 천주교 성당을 지으려는 것에 반대한 것으로 이때부터 의화권의 이름으로 '부청멸양'의 구호를 공개적으로 사용하였다. 내용적으로 '서양인을 쫓아내 죽이자'는 것이었고, 기독교와 서양의 침략을 연계시켰으며, 또한 부자를 털어 가난한 사람을 구하자는 것이었다.
1890년대 의화권 일파가 산둥성에서 순무 이병형(李秉衡)의 비호를 받으며 활발히 활동하고 있었다. 이병형은 의화권이 일으키고 있는 폭동들에 대한 책임을 기독교인들에게 돌렸다. 그는 기독교인들이 "선교사들의 보호와 지원하에 일반 백성들을 괴롭히고 억압하고 있다."고 주장했다. 아울러 의화권을 탄압하기보다는 회유할 것을 건의했다. 그러나, 1897년 독일 선교사 2명이 의화단원에게 피살된 사건이 터지면서 독일의 자오저우만(산둥성 지역) 점령 구실을 제공했고, 외국의 압력으로 순무 이병형은 면직당했다.

### 청조의 대책

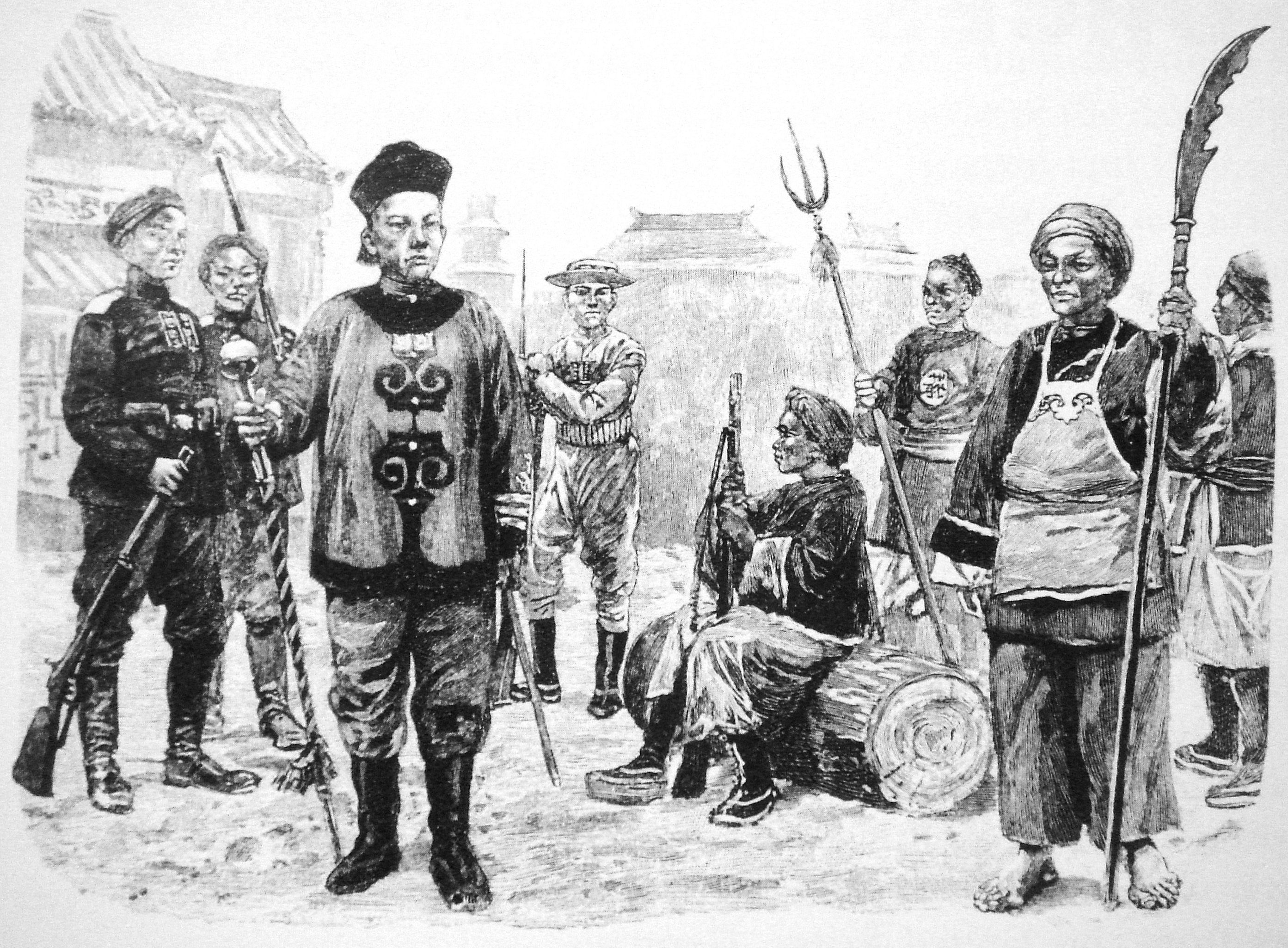
1899년-1901년의 청나라 군대. 왼쪽의 2명의 군인들은 '신건육군'(新建陸軍). 가운데 앞의 군인은 기존의 정규군. 중앙에 앉아있는 군인은 포병이다. 오른쪽은 의화단원.

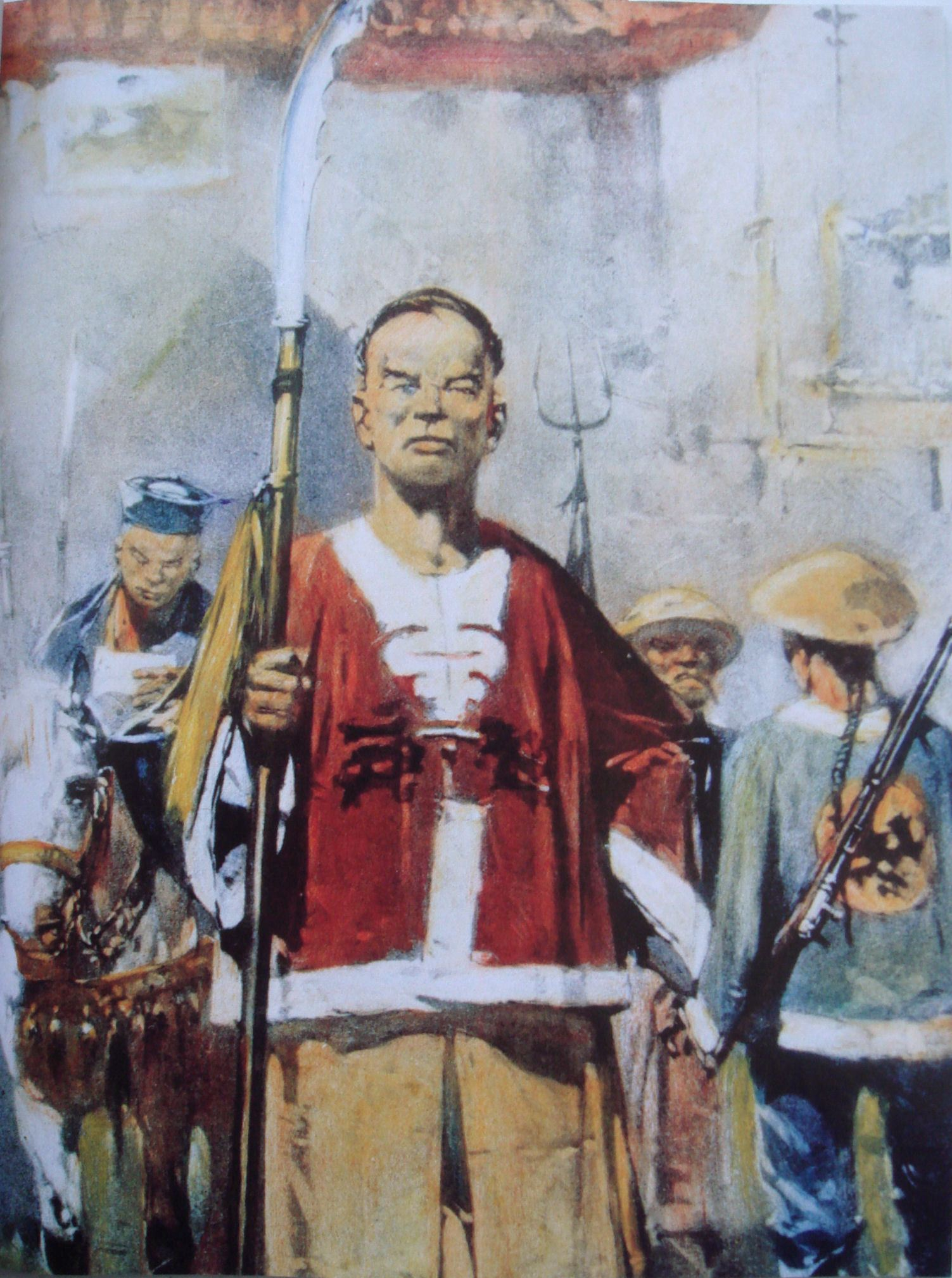
1900년에 요하네스 쿡쿡(Johannes Hermanus Barend Koekkoek)이 그린 의화단원의 모습.

의화권의 활동이 활발히 일어나고 있을 때 청조의 태도는 확고하지 않아서 '초무(剿撫) 양면' 정책을 폈다. 이는 조정안에도 두 파로 나뉘어 있음을 의미한다. 즉 한 파는 의화단을 백련교와 같은 사교에서 나온 것이므로 하루빨리 엄격하게 토벌하여 외국인들이 무력을 사용하여 간섭하려는 구실을 주지말아야 한다고 주장하였다. 또 한 파는 의화단의 조직과 그들이 진행하고 있는 반기독교 투쟁과는 구별하여 반기독교 운동에 대하여 엄격하게 다스려 만연되지 못하도록 하고 그 조직을 향단(鄕團)으로 편성하여 관의 통제를 받도록 하면서 의화단을 이용하자는 주장이었다. 특히 후자들은 광서제를 비호하고 있는 열강에 대항하고, 서태후의 훈정(訓政)을 계속할 수 있을 뿐만 아니라 다른 사람을 황제로 앉히려는 서태후의 뜻에 영합하려 한 것이다. 뿐만 아니라 의화단 운동을 갖고 반기독교 운동을 일으켜 양무와 변법사상을 전반적으로 부정하려는 수구적인 의식을 갖고 있었다.
1898년 초에 청조는 장여매를 산둥성 순무로 임명하여 그가 의화권 세력을 진압하기 바랐다. 그런데 장여매가 교안을 처리하는 과정에서 선교사와 교도의 행동을 불만스럽게 여겼다. 그러므로 그는 1898년 6월에 의화권을 단련시켜 각 향의 자위로 삼자고 청정에 건의하였다.
이때 상주문 안에 처음으로 산둥성과 즈리성의 경계지에 있는 동명(東明), 관현(冠顯) 등지의 의화권을 가리켜 '의민회'(義民會) 즉 '의화단'(義和團)이란 호칭을 썼다.
그리고 다음해 여름에 산둥성 안찰사였던 육현(毓賢)이 순무로 승진하였다. 그는 처음에 여덟 차례나 계속 권술 훈련을 엄금하는 지시를 내리면서 이들을 '의화단'이라 불렀다. 그러나 그는 산둥성에서만 20여년 관리 생활을 하였기 때문에 교회의 좋지 못한 행위를 잘 알고 있어 의화권을 끌어안아 들이려는 초무(剿撫) 정책을 취하였다. 이처럼 의화단에 대한 대책은 진압하거나 끌어안는 초무(剿撫) 양면정책이었다.
이와 같이 청조의 의화단에 대한 미온적인 태도가 제국주의 열강의 불만을 초래하였다. 1898년 10월에 주홍등(朱紅燈)은 '부청멸양'의 구호를 외치면서 의화단을 이끌고 평원현(平原縣)에서 교회를 파괴하고 교도들에게 해를 끼치는 '평원교안'(平原敎案)을 일으켰다. 그런데 이에 대하여 순무인 육현은 엄격한 진압을 하기는커녕 오히려 무마시키는 태도였기 때문에 열강의 불만은 더욱 컸다. 미국공사 콩거(Edwin Hund Conger)는 청조에게 항의하여 순무 육현은 비록 주홍등을 체포하고 사형에 처하였으나 그는 순무자리에서 물러나야 하였다. 그리고 선교사의 요구에 따라 미국공사 콩거는 소참(小站)에서 북양군을 훈련하고 있던 위안스카이를 후임으로 해달라고 요구하여 청조는 할 수 없이 위안스카이를 산둥성 순무 서리로 임명하였다.

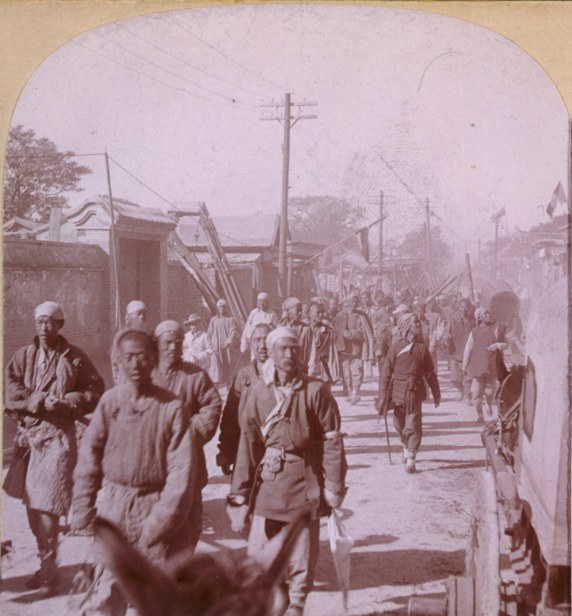
톈진에서의 의화단원들.

위안스카이는 부임하자마자 의화단의 세력을 분열시키면서 무력으로 적극 평정에 나섰다. 이에 산둥성에서 활동하던 의화단은 즈리성 지방으로 옮기기 시작하였다. 그리하여 1900년 초에 즈리성의 남부, 동남부지역으로 확산되었고 남쪽으로 보정(保定), 신성(新城), 정흥(定興), 탁주 일대로 하여 다시 동쪽으로 웅현(雄顯), 패현(覇顯) 등지로 확대되었다.

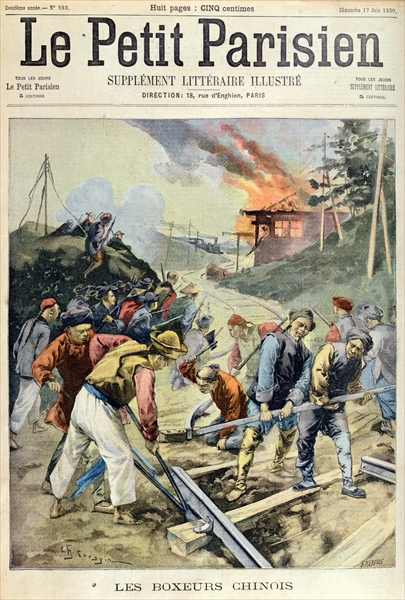
'Le Petit Parisien'지 신문 삽화. 의화단원들이 철도를 파괴하는 모습.

즈리성으로 들어온 의화단은 '부청멸양의 구호를 내걸고 가는곳마다 교회를 불태우며, 교민을 살해하고, 선교사를 징계하면서 철도와 전선 등 서양의 것을 보이는대로 파괴하였다. 또한 5월 말부터 베이징에도 의화단이 하나 둘 나타나기 시작하더니 6월초부터 삼삼오오 무리를 지어 손에 칼과 창을 들고, 요대에 칼을 차고 들어왔다. 그리고 의화단의 구호가 나붙기 시작하고 단구(壇口)가 만들어졌다. 6월 중순경에 이르러 30명, 40명이 무리를 지어 베이징으로 들어와 사원, 사당이나 회관을 빌려 그들의 기치를 꽂았다. 여기에 베이징 주민들도 의화단에 참가하여 그 수는 갈수록 늘었다. 심지어 일부 왕부에서도 단(壇)을 설치하였고 한족출신의 대신들도 의화단의 신술을 믿었다. 뿐만 아니라 만주족 출신의 왕공,귀족에서 군 장교와 사병, 궁중의 태감까지 의화단에 가입하여 6월 하순에 이르러 이미 베이징 성안에 1천여 개의 단구가 만들어지고 그 수도 10만 명에 육박하였다.
이처럼 의화단들이 베이징으로 진입하게 된 것은 당시 청을 지키고 있는 청군이 이들을 막지 않아서, 또는 의화단의 세력이 너무 커서도 아니었다. 당시 열강은 의화단에 대하여 엄하게 진압해주기를 요구하였으며 청조도 진압하는 정책이어서 목적은 같았으나 책략상 열강은 일률적으로 모두 진압을 요구하였고, 청조는 소요을 일으키는 자만 엄하게 다스리고 그렇지 않은 자에 대하여 구별하는 차이가 있었다. 여기에다 조정안에서도 의견이 달랐고 서태후는 평화적으로 진정되기를 바랐기 때문이었다.

### 전국의 호응과 확대

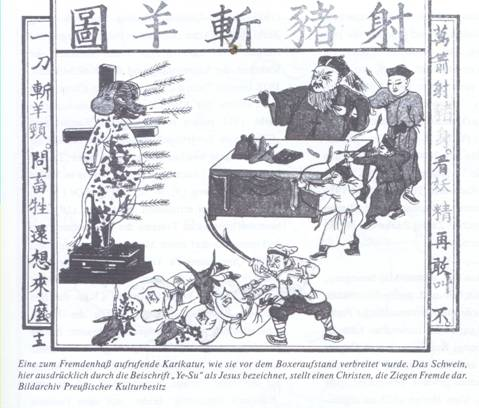
'서양인을 죽이라'는 내용의 격문

의화단의 반양교 투쟁은 갈수록 확대되어갔다. 특히 1899년 3월 15일에 청조는 선교사들에게 '관함'(官銜) 즉, 관의 직위를 주어 정식으로 지배, 통치자의 신분을 인정해주었다. 주교는 총독과 순무와 같은 반열에 서고 또한 평등한 지위로 방문하고 편지를 보낼 수 있으며, 주교가 병으로 업무를 볼 수 없을 때 주교보좌 신부가 총독과 순무를 만날 수 있었다. 주임신부는 사도(司道)와 같은 반열이고, 일반 신부, 선교사는 부현(府縣)의 장관과 같은 직위를 누리게 하였다. 이 규정은 천주교 선교사들에게 허락한 것으로 되었으나 실제로 최혜국대우에 의하여 개신교 선교사들에게도 같은 대우를 해주게 되었다.
따라서 선교사들은 이러한 지위를 이용하여 그들의 세력을 더욱 확장시켜 나갈 수 있었다. 중국을 마치 '기독교의 나라'로, 또한 열강은 이들 선교사들을 통하여 중국을 지배하려는 '교회정치'나 '교회식민지 제도'를 펴는 것이 아닌가 하는 우려를 낳게 할 정도로 중국인들을 자극하였다.
의화단 세력이 즈리 성 지역으로 확대되면서 반제·반기독교 운동이 전국 각지역에서 일어났다. 산서성은 즈리 성과 바로 이웃하고 있어 의화단 운동의 중심 구역 가운데 하나가 되었다. 본래 산서성 지방에는 1900년 4월 경에 의화단이 나타나 반기독교 운동이 일어났으나 그 규모는 크지 않았다. 그러나 산둥성, 즈리 성의 의화단이 산서성으로 들어오면서 조직을 확대하고 이 지역 사람들을 자극하여 교회를 불사르고 멸양에 전념하였다. 당시 순무는 바로 산둥성 순무를 역임한 육현으로 그는 관아 앞에 권창을 설치하고 권술을 익히게 하였으며 맹목적으로 선교사와 서양인, 교민들을 살해하여 반기독교, 반제국주의 운동을 대대적으로 전개하였다.
따라서 산서성에서 의화단 활동은 신속하게 확대되어 1899년 7월에 전 성의 대부분 촌에 그들의 활약이 보이고 있으며, 확실한 통계는 아니지만 전 성의 11주 6천 40여 현 안에 약 90여 곳의 교회를 불살랐다. 그 후 육현은 청 정부의 시책에 따라 의화단을 진압하게 되어 이들을 일률적으로 토비(土匪)로 보아 엄하게 다스려 그 세력이 소멸되었다.
하남 성에서는 1899년 5월에 카이펑에서 의화단의 활동이 있었다. 하남 성 지역은 천주교 세력이 비교적 넓게 보급된 지역이어서 전 성을 남,북 두 교구로 나누어 위휘부(衛輝府) 성당이 북교구, 남양(南陽), 근강 성당이 남교구의 소재지였다. 1900년 여름에 이미 30여 주에서 '살양멸교'(殺洋滅敎)의 반제국주의 운동이 전개되었는데 이 해 7월에 근강 성당을 공격할 때에는 남양의 의화단이 대거 동원되었다.
내몽고에도 일찍이 천주교가 전파되어 성당이 토지 소유를 늘려가는 등 때문에 반감을 불러일으켰다. 의화단 활동이 시작되면서 1900년 6월부터 7~8월 사이에 '살양멸교'(殺洋滅敎) 운동이 일어나 성경(盛京)을 공격하고 선교사와 교민들을 징계하였다.
한편, 산둥성, 즈리 성으로부터 육로와 해로로 동북지방의 영구,금주,조양 등지로 들어간 의화단은 점차 동북 전 지역으로 파급되어 많은 청소년들이 권술을 익히고 있었다. 동북 각처에 의화단이 확대되자 이들은 철도를 파괴하고 교회를 불사르며 서양인을 축출하자는 구호를 외치는 반제국주의 운동을 일으켰다. 이들은 성경(盛京) 성밖에 있던 서양인의 학교와 러시아 철도회사를 파괴하였다. 특히 동북지역은 산둥성과 즈리 성에서 이주해온 사람들이 많아 그 영향을 크게 받았다.
북방의 의화단 활동에 의하여 연해 지방과 장강 연안의 지방에도 의화단의 선동 벽보가 나붙었다. 이 선동 벽보에는 의화단의 공격 목표와 기율에 관하여 설명하였다. 이에 따라 난징, 진강, 태주, 서주 지역은 물론 호남 성, 호북 성, 강서 성, 절강 성 지방에서도 의화단의 충동에 의하여 반기독교 운동이 일어났다. 이밖에도 1901년 4월부터 의화단의 무리들이 쓰촨으로 들어가 반기독교, 멸고를 내세워 교회를 불태우고 파괴하였다. 이로 보아 의화단 운동은 당시 중국 거의 대부분 지역에서 반기독교 운동이 일어나도록 간접적으로 영향을 끼쳤다.

## 청나라 조정의 선전 포고와 동남자보 선언

### 서태후의 건저 계획 실패와 외국 군대의 베이징 진입
서태후는 무술정변으로 광서제를 유폐시키고 훈정(訓政)의 명목아래 권력을 장악하였다. 뿐만 아니라 그녀는 광서제에 대한 감정이 대단히 좋지 않아 퇴위시킬 계획을 세웠다. 더욱이 캉유웨이와 양계초가 열강의 보호를 받고 일본으로 망명하여 그곳에서 계속 보황운동(保皇運動)을 전개하고 있었기 때문에 보황의 목표를 바꿔놓지 않으면 안되었다.
그런데 마침 광서제에게 후사가 없어 대학사 서동(徐桐) 등의 건의에 의하여 우선 종실의 가까운 집안에서 황태자를 택하여 봉하였다가 다시 기회를 보아 황태자를 황제로 등극시키려고 하였다. 그리하여 1899년에 단군왕 재의(載漪)의 서태후의 조카딸 사이에서 태어난 부준(溥儁)을 대아가(大阿哥, 황제의 큰아들로 황태자의 의미)로 삼는다는 조서를 내렸다. 이를 '기해건저'(己亥建儲)라 한다.
이에 대하여 동남 지방의 총독과 순무들은 강력히 반대의사를 나타냈고, 상하이의 경원선(經元善)과 채원배(蔡元培) 등 신상(紳商) 1천여 명이 반대하였으며, 호북의 관리와 신사, 상계(商界), 해외의 화교들도 반대하였다. 또한 중국주재 각 국의 공사들도 이를 축하해주지 않았다. 다시 말하면 열강이 이를 인정하지 않는 다는 뜻이어서 결국 서태후의 건저계획은 실패로 끝났고 오히려 서태후 자신은 열강에 대하여 불만만 커졌다.
의화단의 무리들이 베이징 시내에서 거리를 활보하게 되자 5월 28일에 베이징 주재 각 국의 공사들이 회의를 소집하여 '공사관을 보호한다'는 명분아래 베이징으로 군대를 끌어들이기로 하고 이 결정 사실을 총리아문에 통보하였다. 청조는 열강들의 무리한 요구를 감히 거절할 수 없는 입장이어서 군대의 동원을 가급적이면 늦추어 달라고 요구하였다. 그런데도 5월 30일에 영국, 프랑스, 러시아, 미국의 4국 공사는 총리아문에 '중국정부가 어떻게 하던 군대를 베이징에 불러들일 수 밖에 없다'는 뜻을 통고하였다.
이에 서태후도 할 수 없이 이를 허락하고 톈진에 있는 즈리 성 총독 유록에게 이 사실을 통보하여 군대 수송에 편의를 제공하도록 지시하였다. 그리하여 열강의 군대는 5월 31일 저녁에 400명이 베이징으로 들어왔다.

### 청조의 의화단 지원 선회

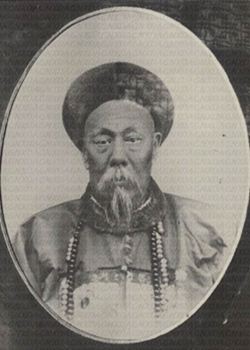
동복상

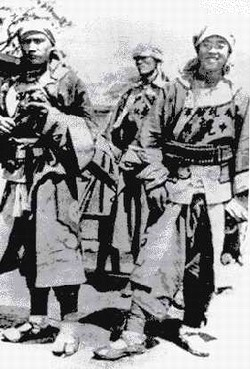
동복상의 지휘하에 있던 감군(甘軍). 이들은 회족 감숙성 출신으로 베이징에서 의화단 활동을 지원했다.

대체로 청조는 1900년 5월말까지 의화단에 대하여 반교회 투쟁을 금지시키고 그 우두머리를 '비'(匪)로 벌주었으며, 진압, 해산시키는 정책을 폈다. 그러나 위안스카이나 유록은 의화단의 소요가 있건 없건 일률적으로 이들을 금지시켰는데 이는 서태후가 허락하였기 때문이었다. 그러나 열강 군대의 베이징 진입과 또 증병할 것이라는 이야기는 서태후를 불안하게 만들었다.
5월 30일에 군기대신 겸 형부상서인 조서교(趙舒翹)는 '의화단을 초무하여 그들을 군대에 편입시켜 외국에 저항하자'는 건의를 하였으나 서태후는 이를 받아들이지 않았다. 그러면서도 장지동이나 유록이 '의화단을 강력하게 진압하자'는 상주도 받아들이지 않았다. 될 수 있다면 평화적인 방법으로 의화단 운동을 종식시켰으면 하는 것이 서태후의 생각이였다. 때문에 유록에게 '기보(畿輔) 일대의 의화단을 신속하게 해산시켜 지방을 안정시키라'고 지시하였으며 무력 진압을 허락하지 않아 장지동이나 유록의 건의에도 동의하지 않았다. 그리고 서태후는 대학사 강의(剛毅) 등을 의화단이 활동하고 있는 탁주 지역에 보내 정세를 살피도록 하였다.

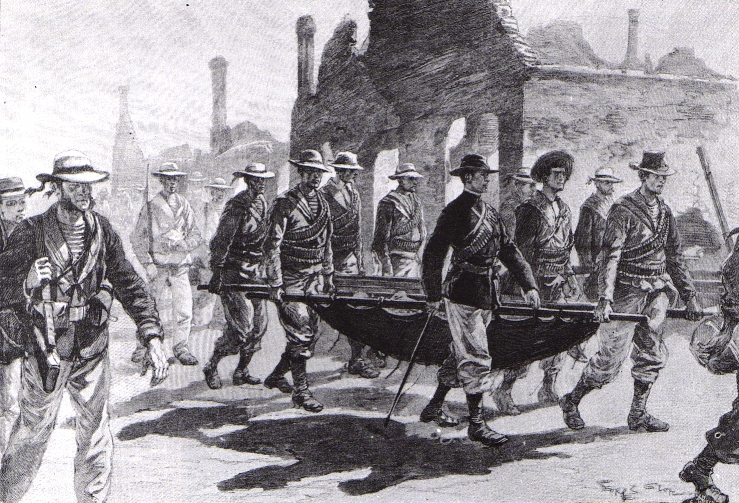
후퇴하는 연합군과 부상당한 영국군 지휘관 시모어 제독.

강의(剛毅)는 그곳에서 의화단을 진압하는 청군에게 '토벌을 중지토록 하고 군대를 철수하라' 조치를 취하였다. 그리고 베이징으로 귀경하여 '의화단을 해산할 수 없다'고 건의하였다. 그런데 한편, 서구 열강에서 베이징 주재 외국 공사관과 외국인들의 안전을 우려하게 되었다. 6월 10일 영국의 주장아래 각 국의 군대를 더 동원한다고 발표하고, 영국 공사는 톈진에 있던 영국군 해군 제독 시모어(E.H. Seymour)를 지휘관으로 연합군을 조직하여 2129명이 기차로 톈진을 떠나 베이징으로 향하게 되었다. 청조에서는 이를 저지하라고 유록에게 지시하고 원래 의화단을 진압하고 있던 섭사성 부대도 이들의 베이징 진입을 저지하도록 이동시켰다. 이는 서태후의 태도가 크게 바뀌어 전쟁 준비로 들어간 것이다. 따라서 영국군 해군 제독 시모어(E.H. Seymour)가 지휘한 군대는 5일 동안에 톈진에서 베이징까지 반도 나가지 못했을 뿐만 아니라 오히려 물러나야 하였다.

### 청조의 선전 포고
이러한 가운데 6월 16일에 왕대신과 6부 상서, 9경이 모인 어전회의를 소집하여 의화단에 대한 처리문제를 논의하였다. 의화단에 대한 토벌과 안무론(按無論)이 격렬하게 대립하였는데, 광서제의 반대가 있었음에도 불구하고 서태후는 의화단의 진압에 대하여 잠시 표면상 중지하고, 만일 열강의 군대가 진군을 계속하면 서양 열강에 선전하겠다고 선포하였다.
그리고 서태후는 강의(剛毅) 등에게 의화단의 정예를 모아 군대를 조직하도록 명령하였으나 공사관을 공격하려는 의도는 그때까지 없었다. 그런데 다음날 6월 17일 열강의 연합군이 다구 포대를 함락하였다는 소식이 베이징에 전해졌다. 이에 긴급 어전회의를 소집하고 이 자리에서 서태후는 서양 열강이 제시한 4가지 요구 사항을 공포하였다. 그 내용은 한 곳을 선택하여 황제가 머물도록 하고, 각성의 세금을 대리 징수하며, 천하의 병권을 대신 관리하고, 정치를 서태후에서 광서제로 반환하라는 것이었다. 그러나 마지막의 것은 발표하기가 거북스러워 말하지 않았다.

- 황제를 위한 특별 주거 지역의 선정.
- 외국 대사들에 대한 지방세 징수권 부여.
- 외국 대사들에게 청의 군사 문제에 대한 관할권 부여.
- 광서제의 일선 복귀.

그러나, 이 4가지 요구 사항은 단군왕에 의해 날조된 것이었는데, 이 발표에 자극받은 서태후는 청나라는 열강의 어떠한 행동에라도 맞서 '결사항전'할 것이라고 선언하기에 이르렀다. 6월 18일 어전회의에서도 역시 결론이 나지 않았으나 6월 19일 열강 연합군이 다구 포대에서 '항복을 권고하라'는 소식이 전해져 왔다. 서태후는 어전 회의를 소집해 외교 관계의 단절을 공포했다.

독일 외교공사관 클레멘스 폰 케텔러. 6월 20일 의화단에 의해 살해당했다.

그런데 6월 20일에 즈리 성 총독 유록으로부터 톈진의 의화단이 3만명 가까이 모여 교회를 불태우고 서양인을 죽이려 하는데 이를 평정하기가 어렵다고 하면서 이들을 달래자고 건의하였다. 이 사실은 서태후를 크게 고무시켰고 의화단 즉 민심을 이용하여 열강을 막아내 청조를 유지해 나갈 수 있다고 판단, 수구파의 의견을 받아들여 열강에 대한 선전을 결심하게 되었다. 결국, 6월 21일에 선전포고 조서를 내려 30여년 이래 서양 열강이 저지른 좋지 않았던 일들을 통박하면서 베이징 공사관을 포위하였다. 여기에 가담한 것은 의화단 이외에도 동복상이 이끄는 '무위후군'(감군, 甘軍)과 8기 자제로 조직된 무위중군이었다. 의화단은 청 관군과 합류하였고, 이들 의화단 무리들은 청 장군 동복상이 지휘하는 감군(甘軍)과 함께 베이징 외국인 지구 공사관과 베이징 천주교회를 공격했다. 외국인 공사관 소속 외국인 473명, 군인 451명, 중국인 기독교도 3000여명이 2만여 명의 의화단과 청조에 저항하여 전쟁이 벌어지게 되었다.
총리아문은 베이징 주재 11개국 공사에게 안전을 위하여 24시간 이내에 톈진으로 갈 것을 요구하였다. 대부분의 공사들은 조속히 베이징을 떠나자는 데 의견을 모았으나 독일공사 클레멘스 폰 케텔러(de:Clemens von Ketteler) 남작은 반대하고 총리아문에 항의하러가다가 숭문문 앞 큰길에서 청군과 의화단에 의하여 살해되었다. 베이징 거리 곳곳에서는 '양인(洋人) 1명을 죽인 자는 은 50냥, 양녀(洋女)를 죽인 자는 은 40냥, 아이를 죽인 자는 30냥의 현상금을 건다.'는 내용의 벽보가 나돌았고, 폭동과 테러가 난무하는 수라장이 되었다.

### 베이징외국인 지구 포위

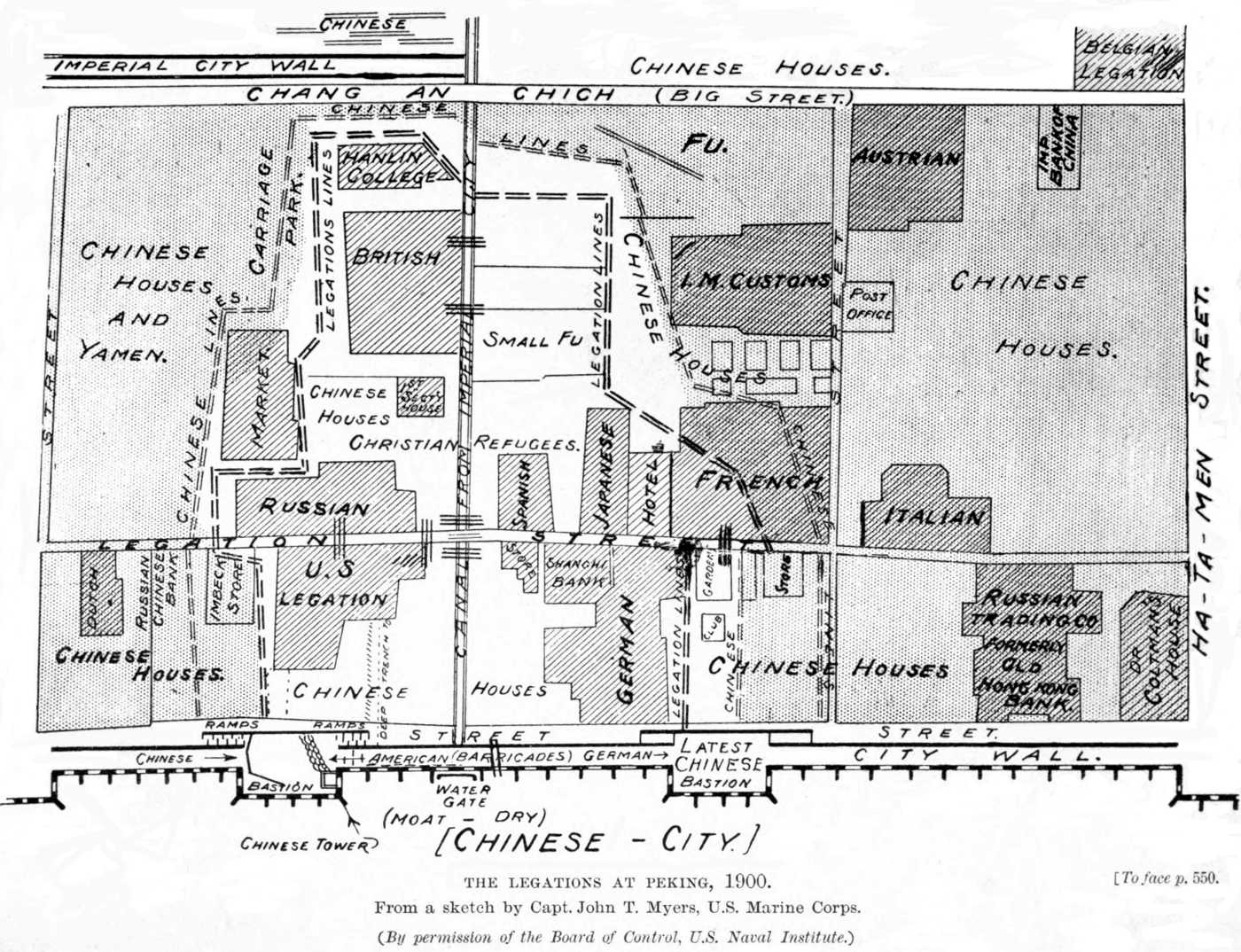
1900년의 베이징 외국 공사관 지구. 지도.

청조가 선전포고하기 이전인 6월 10일 의화단은 기차로 톈진에서 베이징으로 출병한 시모어의 연합군 2129명을 저지시키고, 철도와 전신을 파괴했다. 같은 날 의화단은 시산(西山)에 있던 영국의 여름 공관을 소각했으며, 6월 11일에는 일본 공사관의 서기관 스기야마가 보수파 인사인 동복상의 감군(甘軍)에게 살해당했다.
6월 13일 청나라 조정은 '각국 공관은 적절히 보호받고 있으므로 베이징에 더 이상 외국 군대는 필요하지 않다.'고 발표했다. 총독 유록과 장군 섭사성에게는 시모어 제독의 연합군 진군을 저지하도록 명령했으며, 다구(大沽) 포대 지휘관들에게도 기습 공격에 대비하도록 지시했다. 6월 13일부터 시작해 대규모의 의화단원이 베이징으로 몰려 들어와 교회와 외국인 거류지를 불태우고, 중국인 교인들을 살해하고, 관리들을 거리로 질질 끌고다니며 공개적으로 모욕을 주었다. 그들은 청나라 초기 예수회 활동한 선교사들을 포함한 선교사들의 시체를 파내고 부관참시를 했으며, 공사관 경비병들을 향해 공격을 가했다.
의화단 세력이 베이징은 물론이고 톈진에서도 도시 전역을 유린했을 무렵, 이러한 무질서에 맞서 열강 세력 외국군대는 6월 17일 톈진의 다구 포대를 점령했다. 영국군 해군 제독 시모어의 군대는 톈진으로 복귀했다.
한편, 베이징 외국 공관 지역은 외국인 473명, 군인 451명, 중국인 기독교도 3000여명 등이 완전히 고립, 포위되었다.

### 의화단의 구교운동(仇敎運動)

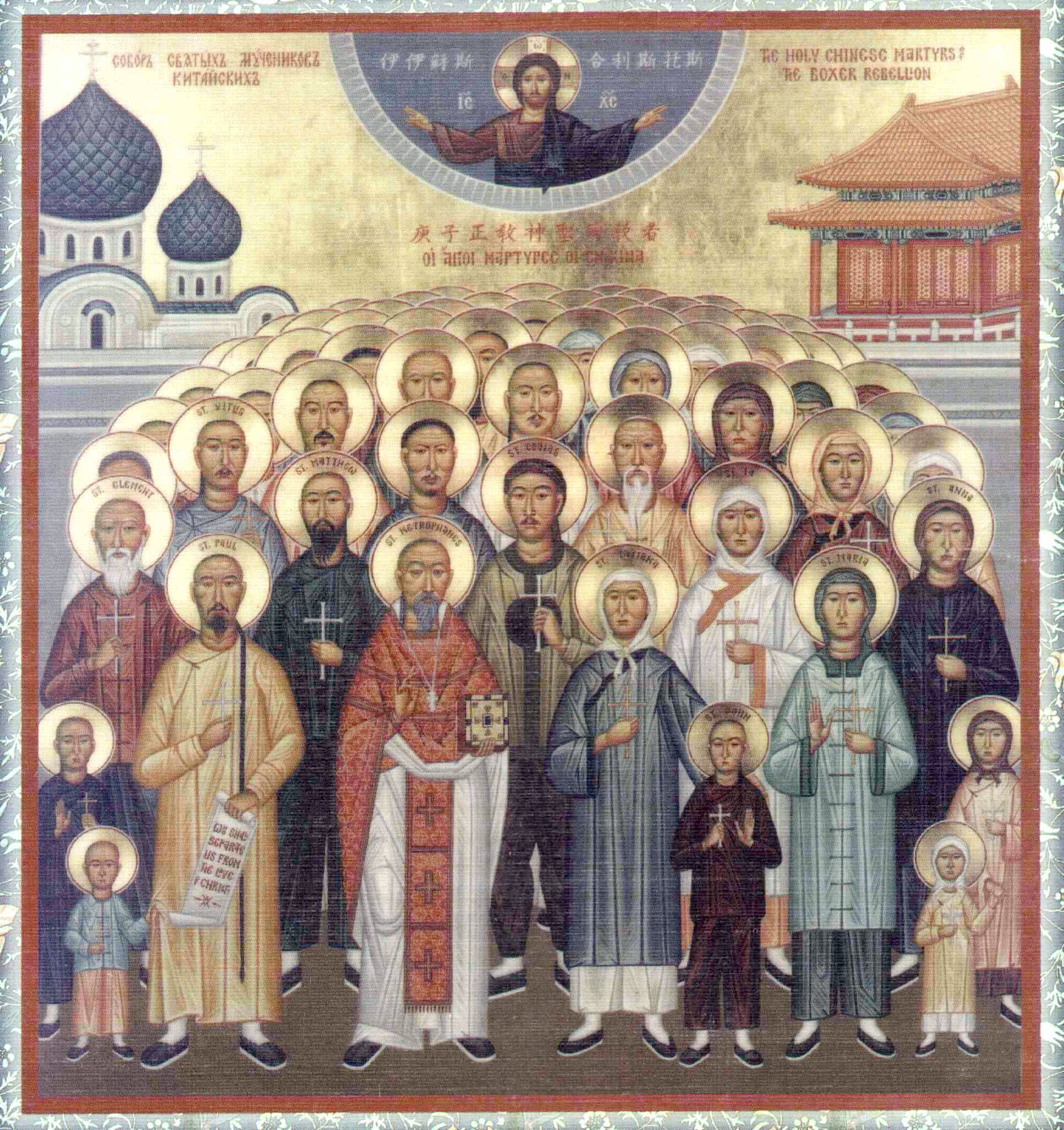
중국인 정교 순교자들.

### 기독교 탄압
1900년 5월~6월 각지에서 의화단의 운동이 일어났을 때, 하북 성, 산서성, 내몽고 및 동북 지방에서는 의화단과 일부 관리들(예로 들어서 동복상의 감군(甘軍))이 기독교 선교사와 중국인 기독교 신자를 학살하였는데, 특히 산시성에서 피해가 컸다.

### 인명피해
의화단 운동으로 로마 가톨릭 교회의 경우, 5명의 주교와 31명의 유럽 출신 사제, 9명의 유럽출신 수녀, 2명의 마리아 수도회 수녀 등, 총 47명의 선교사가 사망한 것으로 보고되었다. 중국인 가톨릭 신도는 대략 3만 명이 희생된 것으로 추정되고 있다. 개신교는 교세가 훨씬 작았으므로 피해도 가톨릭에 비해 작았다. 개신교의 경우, 가장 피해가 심한 지역은 바오딩푸(保定府)였는데, 그곳에서만 15명의 선교사(미북장로회, 미북감리회, 중국내지선교회(영국의 선교사인 허드슨 테일러가 조직한 개신교 선교공동체로서 1949년 중화인민공화국 정부수립 전까지 활동함, 중국사람들과 같은 말과 의복, 음식등으로써 중국사람들이 기독교에 친밀함을 느끼게 하려고 노력했다. 현재 동아시아선교회 (OMF), 미국공리회 소속))가 살해되었다. 사망한 개신교 선교사의 수는 기록에 따라 달리 나타나는데, 성인 선교사의 수는 134명 혹은 135명으로, 어린이는 52명 혹은 53명으로 추정되고 있다. 따라서, 선교사와 그 가족 사망자 총수는 186명 혹은 188명으로 추정된다. 사망한 중국 개신교 신자들의 수는 더욱 불명확 하지만, 대략 1,912명으로 추산되고 있다.
 정교회의 경우 베이징에 있던 700여명의 동방정교회신자 가운데 200명에서 400여명에 달하는 사람들이 살해되었다.
특히, 동복상 장군의 휘하에 있던 감군(甘軍, 회족 군인들)은 집집 마다 돌아다니며 기독교인들을 색출하여 학살하고 다녔는데, 이들은 기독교로 개종한 중국인들을 '외국의 앞잡이 노릇을 하는 배반자'(한간,漢奸)로 여겼다.

### 기독교탄압의 배경
의화단의 반기독교운동을 구교운동(仇敎運動)이라고 하는데 이 구교운동은 로마 가톨릭교회 등 서양 선교사들의 토지 수탈이 한 원인이었다. 유화실의 《의화단 운동의 일고찰》(이화여대 석사학위 논문)을 보면 당시 화북지방의 농민들은 로마 가톨릭 교회 신부들이 강제로 땅을 빼앗는 등 수탈에 분노하여 구교운동을 일으켰다고 적고 있다. 의화단 운동을 구교운동(반기독교운동)의 정점으로 본 일본인 학자 오노 신지(小野信
爾)는 그의 “清末の仇教運動(청말의 구교운동)”이라는 논문에서 "중국 민중들이 이토록 서구 기독교에 적대적 감정을 표출하여 공격한 것은 기독교를 '제국주의 침략의 대표자'로 간주하였기 때문이다."라고 주장했다. 이 의화단의 반기독교운동은 조선의 동학운동에도 크게 영향을 끼쳤다.
2005년 영국의 헨리 하트 교수는 당시 선교사였던 자신의 증조부와 중국인 기독교 신자들이 의화단으로부터 살아남은 것을 기념하여 《고비 사막에서 길을 잃다》를 출간하였다. 이 책에서는 다음과 같이 기록하고 있다.
| “ | 의화단은 내 증조부와 같은 외국인들이 중국 북부에 가뭄과 기아가 찾아오도록 저주하였으며, (전통적인 직업을 해체시키는) 도로와 전신주를 세워 경제적 곤란을 가중시켰다고 여겼다. 유럽의 수입품때문에 전통 직물 공업이 붕괴하였고, 기도나 여러 가지 상스러운 짓으로 아이들을 병들고 죽게 되었다는 것이다. 야만적인 의화단은 폭풍처럼 등장하였다. 모든 외국인은 그나마 관대한 짧은 죽음인 총살이 아니라 낡고 녹슨 칼로 크게 베어져 고통스럽게 죽었다.……나는 낡은 윈체스터 소총 한 자루와 충분한 탄약을 지니고 있었다. ……의화단은 3만2천명 이상의 중국인 기독교 신자들과 수 백명의 선교사를 학살하였다.(역사가 네트 브랜트는 중국 복음 전파 역사상 가장 큰 참극이라고 표현하였다.) | ” |

### 동남자보선언
의화단에 대한 토벌과 무마를 중심으로 조정안이 대립되고 있을 때 지방의 독무 가운데 '의화단을 토벌하자'는 주장을 하는 이들이 있었다. 의화단이 즈리 성으로 들어와 소란과 난동을 피울 때인 5월 31일 호광총독 장지동은 '이들이 결코 양민이 아니니 법에 따라 주살 하여야 한다'고 하였다. 양강총독 유곤일도 6월 8일에 '마땅히 토벌하여야 하며 한 두 계열만 통쾌하게 토벌하면 나머지 무리들은 자멸한다.'고 하여 철저한 토벌을 주장하였다. 그런데 서태후로부터 선전포고 지시를 받았다.
지방의 독무(관료)들은 지시에 따를 것인지 아니면 따르지 않을 것인지 선택하지 않으면 안 되었다. 당시 유곤일은 '선전포고' 지시를 받자마자 6월 22일에 동남지역은 국가 재원(財源)이 나오는 지역으로 인식하여 만약에 이곳을 보전하면 대국(大局)에 전기가 있을 것이라 보고, 장지동에게 자기의 호보(互保) 의사를 통보하였다.
장지동도 유곤일의 자보(=호보)의견에 찬성하고 두 사람은 상의하여 조정의 선전포고 지시를 황권을 찬탈하려는 거짓 명령 즉 '교조'(矯詔)라 하여 따르지 않기로 결정하였다. 그리고 이들은 이홍장의 의견을 물었다. 이홍장도 선전포고 지시를 내리기 하루 전날인 6월 20일에 총리아문에 건의하기를 '조정에 먼저 내란을 평정하고 다시 외국의 모욕을 갚자'라고 한일이 있어서 처음부터 의화단을 진압하자는 편에 있었다. 그러므로 유곤일과 장지동의 의견에 동의하고 중앙의 지시에 따를 수 없다면서 신속히 의화단을 해산하고 외국인들과 공사관을 보호하라고 요구하였다.
한편, 의화단의 세력이 확대되고 있을 때인 6월 14일 상하이 주재 영국총영사인 워렌(Pelham L. Warren)은 본국의 외상 솔즈베리 경(Lord Salisbury, 당시 수상으로 겸임)에게 '만일 영국이 청의 조정과 협상이 결렬되면 호광,양강총독과 좋은 관계를 유지하여 그들의 양해를 얻어 그들 관할지역의 질서를 안정시켜 주도록 하자'고 건의하였다. 솔즈베리는 워렌의 의견에 동의하고 양강, 호광총독과의 교섭을 워렌에게 위임하였다. 이러한 까닭으로 동남호보의 제안자는 청나라가 아닌 영국이라는 주장도 있다.
이러한 상황아래 이홍장은 전국철로독판사무대신 성선회(盛宣懷)와 상하이도 여련원에게 '상하이에 주재하는 각 국의 영사들에게 그들의 자보(=호보)의사를 전달하도록 하라'고 하였다. 그리하여 6월 26일에 성선회, 여련원은 장지동과 유곤일을 대표하는 도삼갑(陶森甲),심애창과 함께 상하이 주재 각 국 영사들과 호보에 관한 정식담판을 시작하였다. 그 결과 '동남호보약관'을 체결하였는데, 이는 성선회가 기초한 것을 기본으로 삼았다.
이 장정이 체결되자 산둥성 순무 위안스카이도 이에 따르기로 하였으며, 절강 성 순무 유수당도 참가하기로 하였다. 7월 14일에 민절총독 허응규도 호응하여 영국, 미국, 프랑스, 러시아, 일본 등 6개국과 동남자보장정에 따라 '복건호보협정'을 체결하였다. 이에 호보의 범위는 양강,호광,양광을 포함하여 산둥성, 복건 성, 절강 성, 안휘 성으로 확산되었다.
그 결과, 의화단이 강남지구로 발전하지 못하도록 막을 수 있었기 때문에 이 지역의 사회경제가 안정될 수 있었다. 특히 이 지역에 의화단의 진출을 막을 수 있었기 때문에 8개국 연합군은 집중적으로 의화단을 진압할 수 있었다.

### 베이징외국인 지구에서 일시적인 휴전
같은 날 동부와 남부 지역에 있는 13개 성(省) 지역 청나라 관료들은 의화단 진압, 외국인 보호, 의화단의 난 동안 발생한 피해에 대한 배상금 지불, 케텔러 공사의 죽음에 대한 사과 편지를 독일에 보낼 것 등을 조정에 요구했다. 이러한 압력으로 청나라 조정에서는 잠시 태도가 누그러졌다. 총리아문은 외국 대사와 가족들에게 안전을 위해 아문으로 거처를 옳길 것을 요청하면서 그들의 귀국 절차도 준비하겠다고 제안했다. 이홍장은 해외의 중국 공사들에게 각국 정부에 베이징에 있는 자국 대사들이 무사하다는 정보를 전하도록 훈령을 내리라는 지시를 받았다. 7월 19일 총리아문은 군대의 호위 아래 톈진으로 외국 대사들을 보내겠다고 제안했으나 이를 신뢰하지 못한 외국인들은 공사관에서 구조를 기다리기로 결정했다. 이 짧은 기간동안 청나라 총리아문은 베이징 주재 외국 공사관에 물자를 지원했으며, 공격도 중단되었다.

### 8개국 연합군의 톈진, 베이징 함락
의화단이 확대되면서 제국주의 열강은 공포와 불안을 느끼게 되었다. 그리하여 각 국의 중국 주재 공사관들은 청조에 대하여 강력한 방법으로 의화단을 진압해주도록 요구하였다. 즉 1900년 1월에 영국, 프랑스, 독일, 미국 공사는 각각 총리아문에 청 정부가 의화단의 활동을 엄금하는 상유를 공개 발표하도록 요구하였다.
1900년 4월에 영국, 미국, 독일, 프랑스 4개국 공사가 연명으로 '청 정부가 2개월 이내에 의화단을 진압하지 않으면, 육군과 해군을 산둥성, 즈리 성 두 성으로 진입시켜 청을 대신하여 평정하겠다.'는 조회를 보냈다. 5월 21일에 베이징 주재 외교단은 다시 청 정부에 대하여 의화단을 엄하게 진압하여 주도록 하고, 만일 진압하지 못하는 관리가 있다면 그 관리를 징계하라고 요구하였다. 이어 베이징 주재 외교단은 다음과 같이 최후통첩을 보냈다.

- 단민이 권술을 연습하여 무리를 만들고 전단을 붙이거나 선전하지 못하도록 단속해 줄 것
- 단민이 모여 있는 사원이나 주택의 주인은 모두 수감할 것
- 권민을 체포하는데 소극적인 관리를 징계할 것

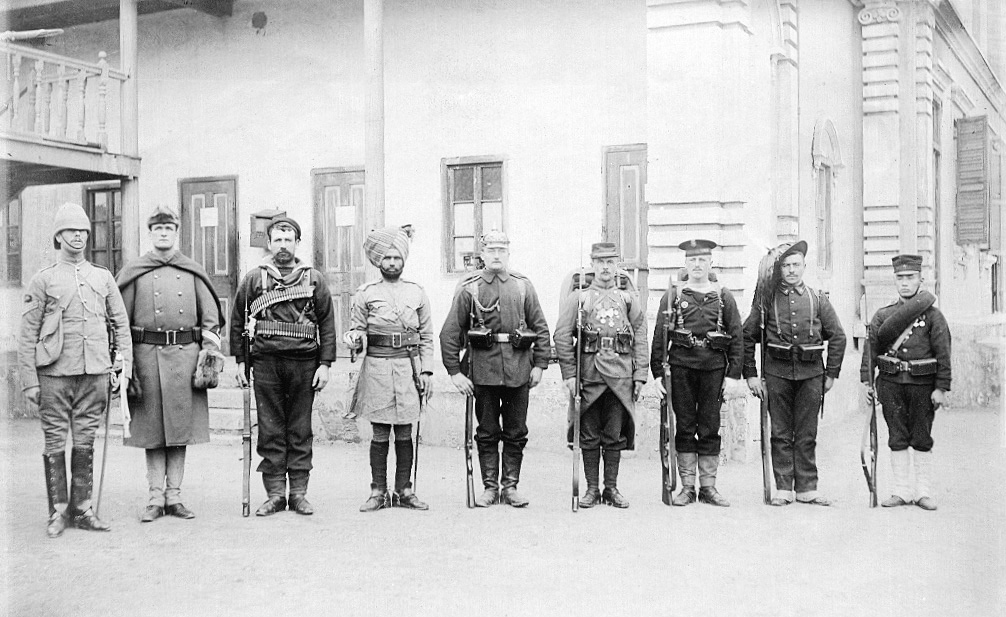
8개국 연합군.

그리고 1900년 5월 28일부터 5월 30일까지 각 국 공사들은 몇 차례 토의를 거쳐 연합, 출병하여 공동으로 의화단을 진압하기로 결정한 다음, 우선 베이징에 있는 '공사관을 보호한다.'는 이름으로 군대를 베이징으로 불러들이기에 이르렀던 것이다. 그리하여 청 정부가 제공하는 열차 편으로 베이징으로 들어왔다. 1900년 6월 7일 전후에 서양 열강의 각 국 정부는 중국 주재 공사들에게 전권을 부여하고 각 국의 중국 주재 함대사령관에게 공사의 명에 따르도록 지시하였다.
각 국 공사는 '400명의 병력으로 공사관을 보호한다는 것은 불가능하다'고 보고, 1900년 6월 10일에 영국,프랑스,독일,러시아,미국,일본,이탈리아,오스트리아의 8개국이 연합군을 조직하기로 하여 우선 2,129명(영-915명, 독-512명, 러-312명, 미-111명, 일-54명, 프-157명, 이-42명, 오-26명)을 구성, 영국 해군사령관 시모어(E. H. Seymour)의 지휘아래 톈진의 다구 포대로 상륙하여 톈진을 경유 베이징으로 들어오게 하였던 것이다. 그런데 이들이 의화단의 강력한 저지와 청군의 공격을 받아 다수의 사상자를 내고 톈진 조계로 물러나게 되었다. 이들 8개국 연합군의 사상자 수는 총290명이었다.

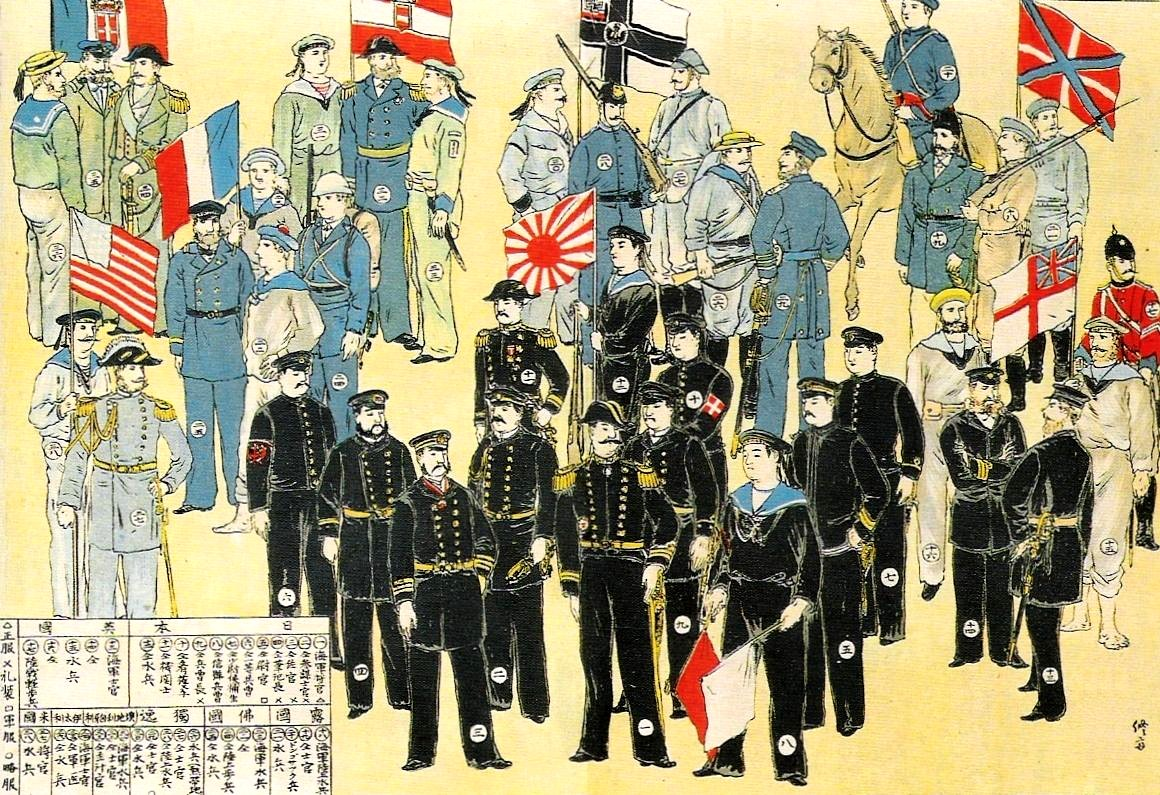
8개국 연합군 해군과 해군기. (일본의 그림)

당시 다구 포대 밖에는 32척의 외국 군함이 정박하고 있었는데, 이들은 6월 17일 상륙하여 다구 포대를 점령하고 톈진으로 향하여 7월 14일 톈진을 함락시켰다. 이때 연합군은 톈진을 몇 구로 나누어 점령하고 다음 날 점령한 톈진에 대한 관리 문제를 토론하였다. 결국, 러시아, 일본, 영국이 지정한 세 사람이 임시정부를 조직하여 공동으로 행정을 처리하기로 하고, 7월 22일에 열강의 의지를 반영한 식민통치 기구로 '톈진 도통아문'이 정식으로 성립되었다. 이때는 이미 연합군의 숫자가 11,000명으로 늘어났고, 7월 말에는 34,000명이 되었다.

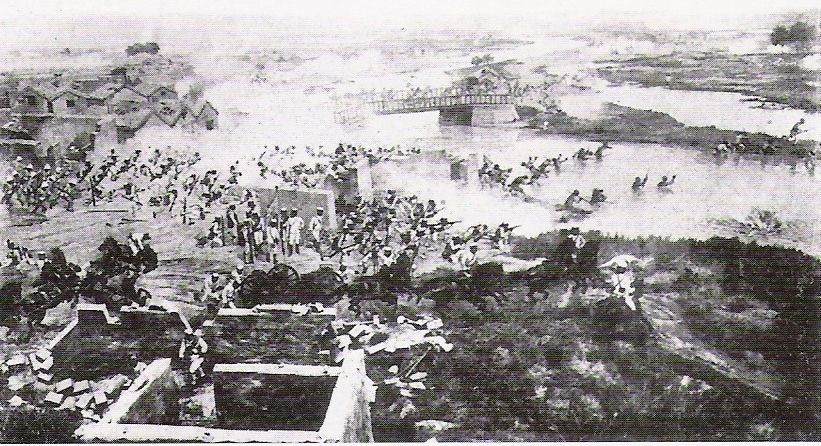
톈진을 함락하고 있는 연합군.

톈진 함락 이후 연합군은 지휘권 문제로 대립하고 있었다. 우선 8개국 연합군의 통수권 문제였다. '각국 군의 지휘관 계급의 높고 낮음에 따르자'는 것과 '파견 군대 수의 많고 적음에 따라 하자'는 의견이 나왔으나 합리적이지 않았고, 영국은 시모어를 생각했으나 이미 한 번 톈진에서 패한 경력 때문에 고집할 수 없는 입장이며, 그렇다고 러시아 장군에게 통수권을 줄 수도 없는 입장이었다. 여기에 일본도 러시아를 반대하는 입장이었다. 이에 비하여 독일은 적극적이었다. 결국, 독일 장군 알프레트 폰 발더제(A. L. Waldersee)가 사령관으로 결정되었다. 또 하나의 문제는 '어느 때에 베이징으로 진군할 것인가?'에 대하여도 쟁론이 끊이지 않았다. 영국,미국,일본은 일본군이 많이 상륙하자 러시아를 압도하기 위하여 즉각 출발하기를 주장하였고, 당시 러시아는 '만주에 철도를 보호한다'는 구실로 수십만명의 병력을 파병, 만주에 군대를 주둔시키는 등 만주침략에 목표를 두고 있어 서태후에게 호감을 사기 위하여 천천히 진군하기를 희망하였다. 독일도 야심만만하여 국내에서 병력을 동원하고 있었으나 거리가 멀기 때문에 시간이 필요하므로 적극적으로 천천히 진군하기를 주장하여 그들의 대군이 오기를 기다리는 실정이었다.

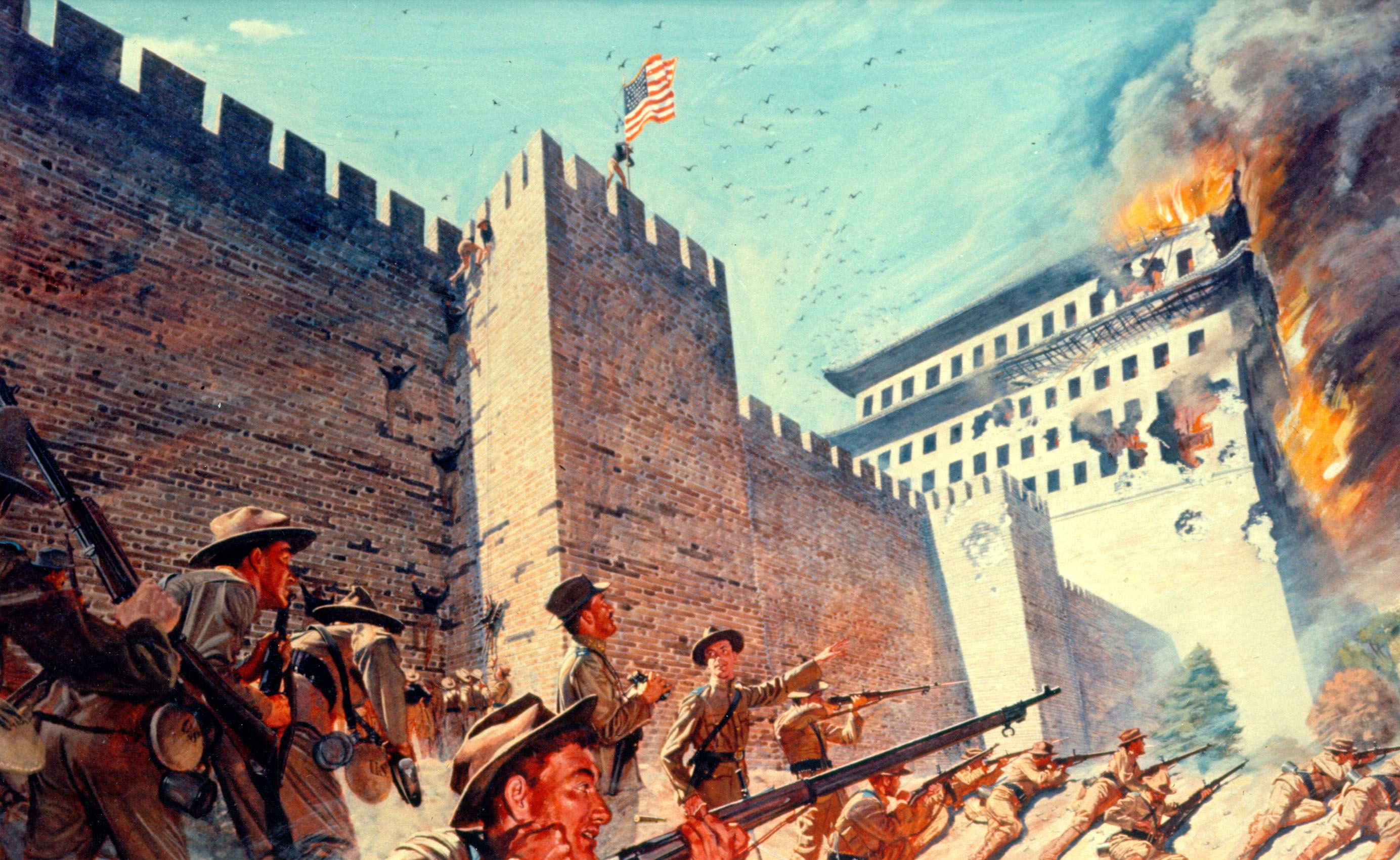
베이징 전투.

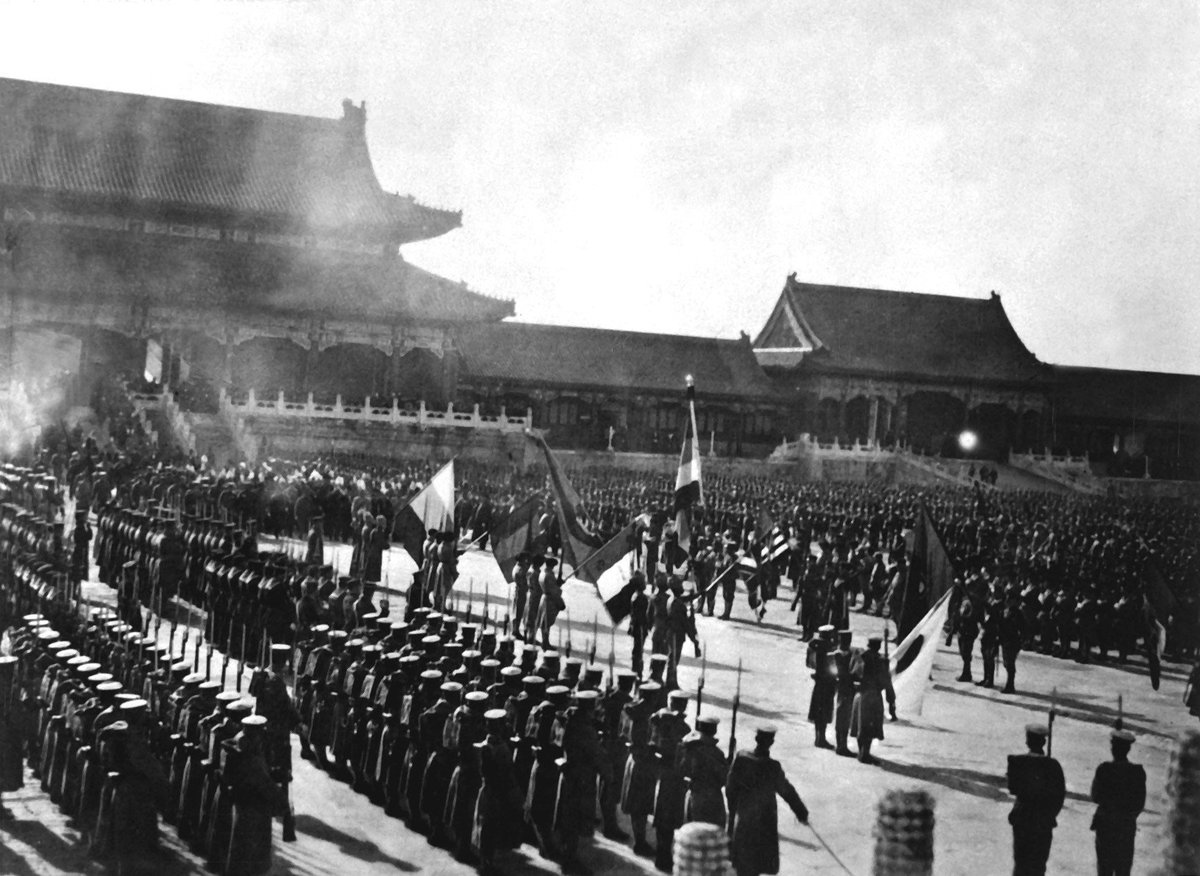
베이징에 입성하는 연합군.

톈진에서 각 국의 지휘관이 모여 7월 27일, 8월 1일, 8월 3일 세 차례에 걸쳐 협의하고,그 다음날 18300명이 베이징을 향하여 톈진을 출발하였다.(일-9000명, 러-3500명, 영-2500명, 미-2000명, 프-1000명, 독-200명, 오,이 - 100명) 다음날 이들은 송경, 직례 도독 섭사성, 총병마옥곤의 청 관군을 패배시키는 격전을 치렀으며, 또 다음날에는 양촌(楊村)을 점령하고, 10일에 마두(馬頭)를, 그리고 마침내 14일엔 베이징을 함락시켰고 공사관은 의화단에게 포위당한 지 55일 만에 풀리게 되었다. 공사관들은 거의 두 달 가까이 버텼는데, 이는 주로 북양대신인 영록이 서태후의 '선전포고' 명을 어기기 어려워 공사관을 공격하긴 했지만 겉만 떠들썩했지 실제로는 형식적으로만 공격을 가한 것 때문이었다. 베이징 공격 당시 8개국 연합군의 피해상황은 일본군이 제일 많았고, 그다음이 러시아였다. 사상자는 총 합쳐서 437명이었다.

### 서태후의 피신
연합군이 베이징을 점령하고 자금성으로 진격해 들어오자 8월 15일, 서태후와 광서제 및 소수 측근들은 베이징을 탈출했다. 이때 서태후는 감금하고 있던 진비(珍妃)를 영수궁(寧壽宮)의 우물에 밀어 넣어 죽였다. 황제 광서제는 자금성에 남아서 연합군에 강화를 모색하려 했으나 서태후는 그를 억지로 데리고 떠났다. 서태후는 자금성을 탈출할 때 머리를 한족의 모습으로 변장하고 수수한 옷차림에 서화문 밖에서 노새가 끄는 수레를 타고 베이징을 탈출, 태원을 거쳐서 길고 험난한 도주 끝에 10월 26일 시안으로 도주했다.

### 8개국 연합군의 베이징 입성, 약탈과 민간인 학살

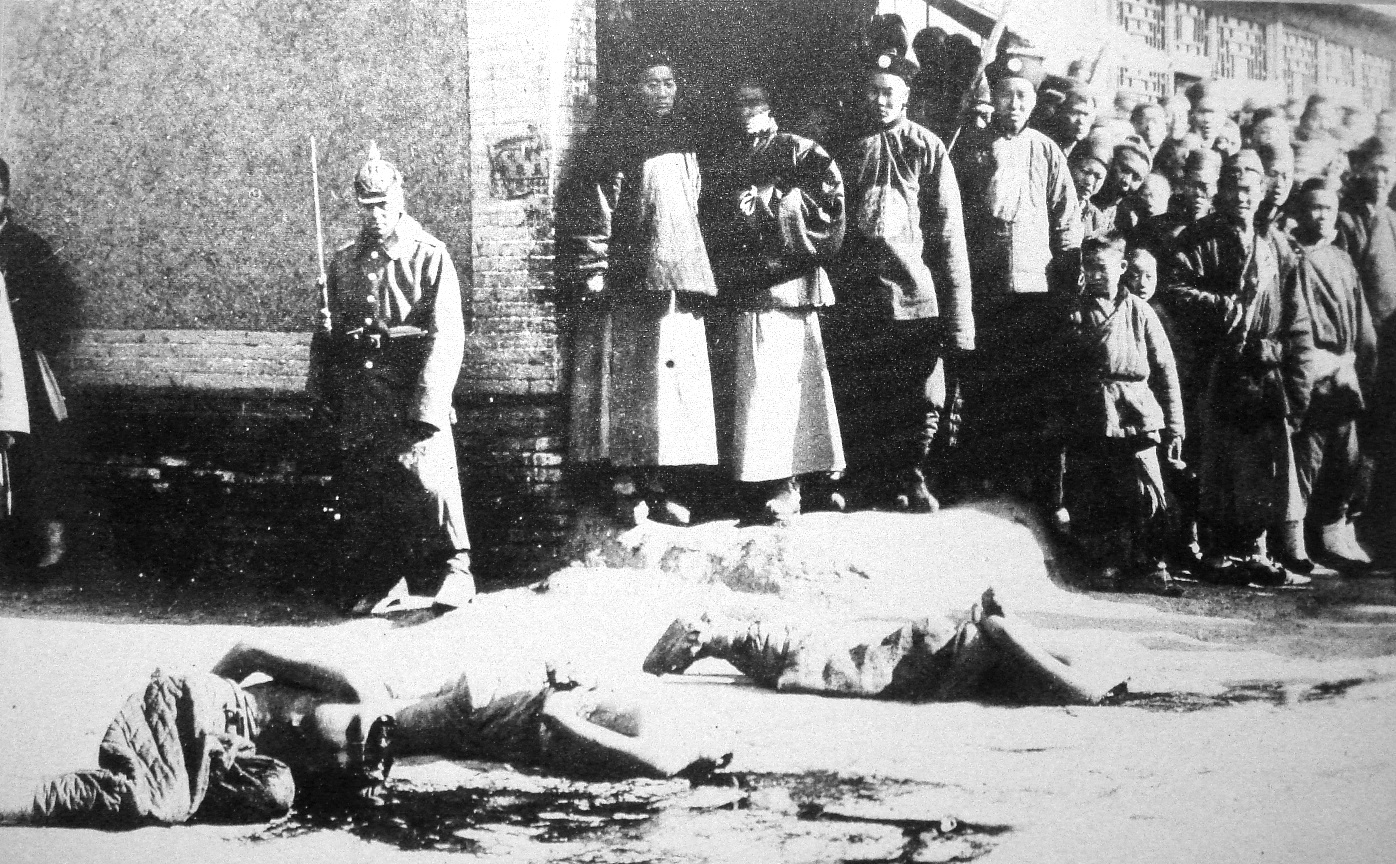
의화단원 간부 처형.

8월 13일에 8개국 연합군은 베이징에 입성함으로써 점령하였고, 15일에는 서태후가 시안으로 도주하면서 청나라 수도 베이징은 혼란의 상태가 되어버렸다. 연합군은 베이징을 점령한 뒤 3일 간, 의화단 색출을 명분으로 끔찍한 살인, 약탈, 강간 등 범죄를 자행했는데, 희생자의 대부분은 의화단과 전혀 무관한 민간인들이었다. 연합군들은 베이징 시내 거리와 집을 돌아다니며 사람들을 잡아갔다. 잡혀간 사람들은 각국 병사들이 주둔하고 있던 성 밖으로 보내져 수수와 옥수수,잡초 등을 가꾸고 군마(軍馬)를 돌보는 강제노역을 해야했다. 조금이라도 열심히 일하지 않는 눈치가 보이면 두둘겨 맞고 괴롭힘을 당했다.
베이징을 점령하고 머물렀던 연합군의 수는 늘어 9월에는 약 11만명이나 되었다. 이어 '의화단을 색출한다'는 명분하에 '의화단 잔당 소탕 작전'을 전개했다. 이는 보복성을 띄고 있어서 약탈과 폭행은 광분에 달할 정도로 심각했는데, 특히 독일군이 가장 심했다. 이는 독일 외교 공사관 케텔러 남작이 살해당한 이후 독일 원정대가 출정할 당시 황제 빌헬름 2세가 연설에서 청나라를 '야만국으로 취급하라'는 이른바 '훈족연설'에서 자극받은 영향이 컸다. 영국, 프랑스, 러시아, 이탈리아, 오스트리아 등도 독일에 못지 않은 약탈과 민간인 학살 행위를 자행하였고, 미국과 일본이 비교적 기율을 지켰다. 베이징을 점령한 연합군은 1901년 9월 신축 조약이 체결되기까지 13개월간 주둔했다.

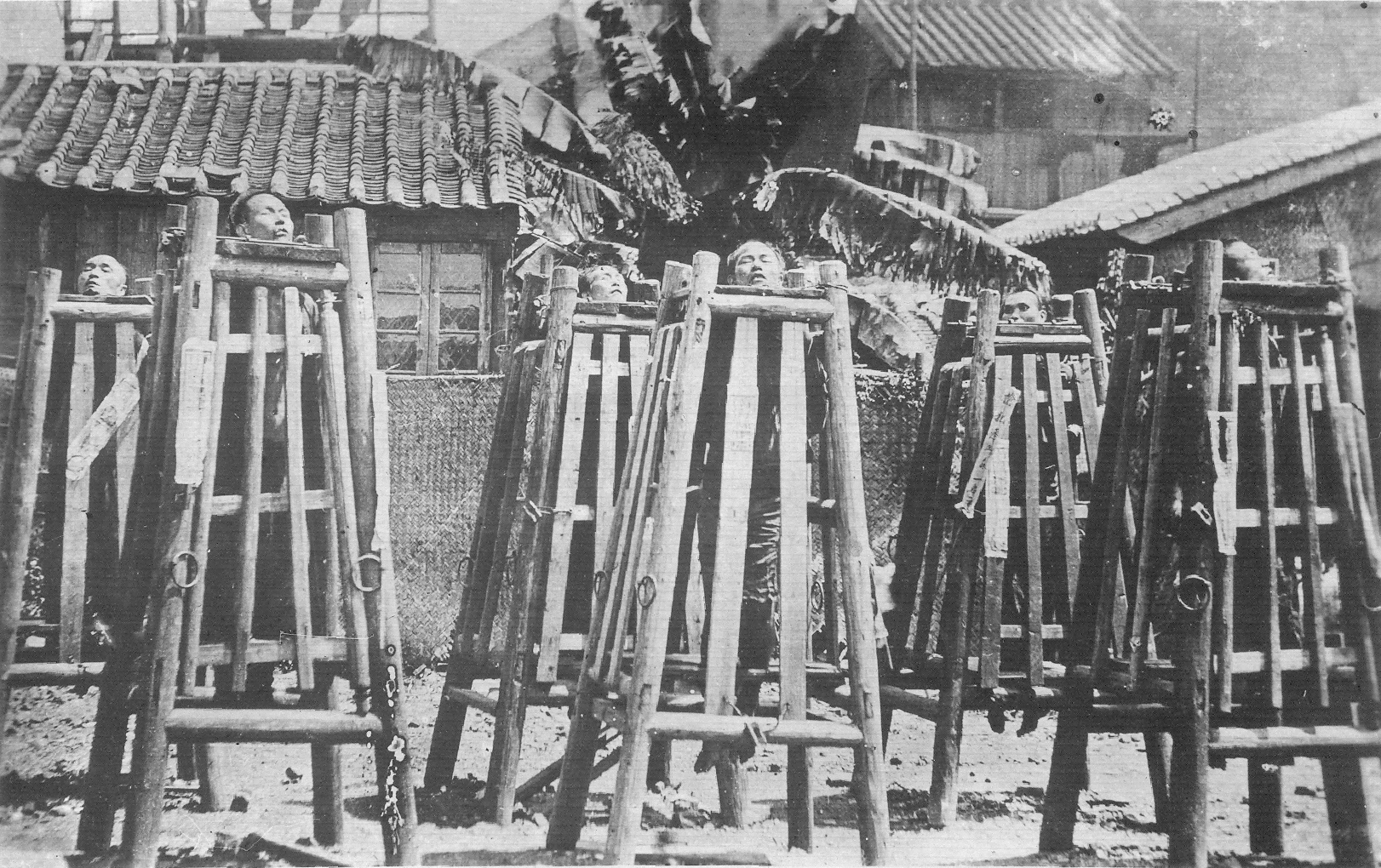
의화단원들 처형 직후. 효수 장면.

연합군은 베이징에 군영을 설치하고 황궁과 아문, 왕부 앞에 있었던 돌사자를 공사관과 병영의 정문 앞으로 옮겨 놓아 자신들의 위신을 내보이려 하였고, 독일과 프랑스는 서로 다투어 직경이 2m가 되는 흠천감의 천문 관측기기를 탈취하려고 하자, 지휘관 알프레트 폰 발더제가 중재하여 일부는 독일에 일부는 프랑스가 갖는걸로 협약을 맺었고, 일부는 프랑스공사관에 일부는 베를린으로 운반해갔다.
연합군이 베이징에 입성한 다음 자금성은 일본군의 보호아래 들어갔다. 일본군은 이 기회를 이용하여 궁 안에 전해오던 역대로 전해오는 보물을 닥치는대로 약탈해 갔다. 당시 한림원(翰林院)에서 소장하고 있던 '영락대전'을 비롯하여 귀중한 전적(典籍) 4만 6천여 본을 대부분 일본, 영국, 프랑스, 독일 4개국이 청나라의 문화재를 약탈해갔다. 뿐만 아니라 각 아문(관청기구)에서 보관하고 있던 은 약 6000만 냥과 각 창고에 보관되어있던 은전을 비롯하여 녹미(祿米)까지 남김없이 약탈해갔다. 또한 서태후가 복원한 이화원도 이때 연합군이 약탈했다.
한편, 베이징에서의 전투가 끝난 뒤에도 의화단은 각 지역에서 저항을 계속했다. 특히 러시아군이 침입한 동북 각지에서는 의화단이 교회를 부수고 철도를 파괴했다. 이어 의화단은 각지로 흩어져 소규모 전투를 벌였다.

### 만주에서의 러시아군
의화단이 베이징과 톈진등 일대를 점령하고 철도, 전신등 공격했을 무렵, 러시아 제국은 의화단 전쟁을 빌미로 20만명의 러시아군을 만주로 내려보낸다. 러시아 제국은 1900년 7월 23일 아이훈을, 8월 30일에는 치치하르를, 10월 1일에는 센양을 점령했다. 11월 30일 랴오둥반도의 러시아 총독이었던 알렉세예프(Alexeiev) 제독은 성징 장군 증기(曾祺)에게 강제로 '임시 협약'에 서명하도록 했는데, 이 조약은 사실상 만주에서 청나라의 통치권을 배제하는 것이었다. 청나라는 증기에게는 서명할 권한이 없다고 하면서 이 협약의 비준을 거부했다. 그리하여 상트페테르부르크에서 시작된 협상에서 러시아는 1901년 2월 16일 12개 항의 조약을 제안했는데, 이 조약은 명목상으로는 만주를 청나라에 반환하고 있지만 실제로는 '철도 경비'라는 이름으로 러시아군의 만주 점령을 공인하는 것이었다. 이 조약은 러시아의 동의 없이 청나라가 군대를 파병하고 만주의 철도 운영권과 채굴권을 타국에 양여하는 것을 금지했다. 또한 만주 점령과 동청철도 파괴에 대한 청나라 측의 배상금 지불과 함께 러시아가 만리장성까지 철도 연장 부설권을 부여하도록 규정했다. 이렇게 러시아는 자신들의 영향권인 만주 내 '철도 보호'를 이유로 주둔하게 되었는데, 이는 만주 진출을 노리는 일본 제국과 충돌하게 되어 훗날 1904년 2월 러일 전쟁이 터지게 되는 계기가 된다.

## 신축조약 체결과 결과

### 청나라 조정의 화의 모색
청나라 조정은 선전포고하고 베이징 공사관 구역을 공격한 지 8일도 못되어 해외의 중국 공사관에 대하여 '공사관을 이전과 같이 보호할 것이며, 기회를 찾아 의화단을 징계할 것'이라고 주재국에 통보하고 '화의를 모색하라'는 전보를 보냈다. 그리고 7월 3일 러시아 제국, 대영 제국, 일본 제국 3개국에게 화의를 요청하고 3국이 나서서 8개국 연합군의 공격을 중지시켜 주기를 바랐다. 그러나 톈진과 베이징을 점령하려는 마음만 있었던 이들은 이를 모르는 척 하였다. 형세가 위급해지자 청나라 조정은 7월 8일에 급히 이홍장을 직례총독 겸 북양대신으로 임명하여 속히 북상하여 서양 열강과 화의하도록 명령했다. 그런데 이홍장은 먼저 안의 비적을 치고 다시 양병(洋兵)을 물러나게 하자면서, 해로가 막히고 광둥성의 신민(臣民) 또한 두려움에 빠져있으니 잠시 머물러 이를 진정시킬 수 있도록하여 달라며 북상하려 하지 않았다.
8월 4일에 열강 8개국 연합군이 톈진을 출발하여 베이징으로 오기 시작하자 청나라 조정은 다시 이홍장을 전권대신으로 임명하여 그에게 즉일로 각국 외교부와 먼저 정전을 상의하게 하였다. 이틀 후 이홍장은 상하이에서 각 국에 담판문제를 상의하자고 연락했으나 거절당했다.
그리고 베이징이 점령당하게 되자, 서태후는 베이징을 떠나면서 경친왕 혁광, 영록, 서동, 숭기 등에게 베이징에 남아 일을 처리하도록 하였다. 그런데 서동은 베이징이 함락되자 자진하고, 숭기는 영록을 따라 보안(保安)으로 도망갔다가 가족이 연합군에게 당하였다는 소리를 듣고 자살하였으며, 영록은 붙잡힐까 두려워 베이징으로 돌아오지 못하고 있는 상황이었다. 이에 혁광만 홀로 9월 3일에 일본의 호위아래 베이징으로 돌아와 백림사를 '유경판사왕대신공소'로 삼아 그 날로 각 지방의 독무들에게 외국인과 교회, 교민을 보호하고 만일 비도(匪徒, 의화단을 지칭)들이 소란을 피우면 즉시 엄하게 다스리라고 지시하면서 이홍장이 북상하기를 기다리고 있었다.
시안으로 도주한 서태후는 '동남호보'를 추인해, 이홍장과 경친왕 혁광을 통해 베이징에서 열강과 강화를 추진하는 돌파구를 마련하고자 했다. 그리고 침략군이 계속 안으로 들어오는 것을 두려워하였기 때문에 청나라 군대가 어느 지방에서건 침략군에게 저항하지 못하도록 명하여 강화가 깨지는 것을 피하려 하였다. 서태후는 이홍장을 전권대신으로 임명해 강화를 추진했다.
9월 18일 이홍장이 상하이에서 톈진으로 왔는데, 처음 대고에서 영국과 일본 제국은 이홍장의 신분을 인정하지 않으려 하였고, 독일 제국도 그의 상륙을 반대하였지만 러시아 제국이 그를 맞이하였다. 그리고 10월 10일에 이홍장은 러시아 제국의 호위아래 베이징으로 들어갔다. 이것은 청나라와 러시아 제국 밀약을 체결한 러시아 제국가 그를 전권으로 승인한 것이며 다른 열강들에게 그와 가깝다는 뜻을 과시하고자 하였던 것이었고, 협상에서 보다 많은 이익을 얻으려는 속셈이었다. 이때 러시아 제국은 '철도를 지킨다'는 명분하에 군대를 파병해 만주 지역에 상당한 수의 군대를 주둔시키고 있었다.
이홍장은 10월 16일에 각국 대표들에게 강화 초안을 제시하였는데, 그 내용은 다음과 같다.

- 중국이 공사관을 포위한 것은 국제법을 위반한 것으로 이후에는 이와 유사한 일이 발생하지 않을 것임을 보증한다.
- 중국은 각국에 대하여 배상책임을 질 것이다.
- 중국은 각 국의 요구에 따라 통상조약을 다시 체결할 것이다.
- 8개국 연합군은 총리아문기관과 그곳의 문서를 돌려주어야 한다.
- 강화가 시작되면 즉지 정전을 선포한다.

다음날 이홍장은 8개국 연합군 총사령관 알프레트 폰 발더제가 베이징에 도착하자 즉시 그를 방문하여 의화단의 잔당을 평정하는 일을 의논하였다. 청나라 조정에서는 하루라도 속히 화의를 체결하였으면 했으나 열강의 이해가 제각기 달라 이홍장의 초안은 즉시 열강에 의하여 거부되었으며 화의는 지연되었다.

### 열강의 이해 대립과 화의 교섭
열강은 서로 이해대립 때문에 처음부터 이홍장의 전권대표마저 문제 삼으려 하였다. 러시아 제국은 이홍장을 '친러시아파'로 간주하여 그를 대표자로 인정하였으나, 영국, 일본 제국, 독일 제국은 '러시아가 이홍장과 통하여 어떤 비밀 교섭을 진행하여 자기들에게 불이익을 가져오지 않을까 두려워 즉각 승인하지 않았다. 당시 청나라를 둘러싼 열강의 대립은 영국과 러시아 제국의 관계였다.
영국은 '동남자보'를 통하여 조직적으로 동남지역에 친영세력을 부식하였고, 러시아는 만주와 몽고, 신강을 점거할 계획이었다. 여기에 베이징이 점령된 이후에 군대를 대대적으로 증파한 독일도 만만치 않았다. 이처럼 서로 열강 세력들이 이권다툼을 할 동안 미국이 중재에 나서 현재의 청나라 정부가 '완전한 중국'을 유지시키면서 열강이 중국에서의 이익을 균점하자고 하였다. 이러한 상황에서 영국과 독일도 협약을 맺어 중국에서의 이익과 조약 상에서의 권리를 존중하도록 하였으며 이 뜻을 다른 나라들에게도 통보하였다. 미국은 이와 같은 협약이 그들의 문호개방과 같다고 인정하였고, 일본 제국도 미국의 정책을 지지하였기 때문에 어느나라도 할지(割地)를 요구하지 않게 되었다.
중국에서 열강의 목적이 다 달라 합의가 잘 이루어지지 않는 가운데 8개국 연합군 사이에서도 대립, 충돌할 기미가 보였다. 그러므로 가급적 빠른 시간 안에 다 함께 받아들일 수 있는 화의 조건을 만들어 안정을 찾지 않으면 안될 상황이었다. 결국, 이들은 12월 23일에 '의화대강 12조'를 경친왕 혁광과 이홍장에게 넘기게 되었다. 그리고 다음날 영국, 프랑스, 러시아 제국, 독일 제국, 일본 제국, 미국, 이탈리아 왕국, 오스트리아-헝가리 제국의 8개국에 네덜란드, 벨기에, 에스파냐가 합세한 11개국이 공동으로 청나라 정부에게 이 조건을 고칠 수 없다고 조회하였다.
경친왕 혁광과 이홍장은 화의대강의 내용을 삭감하기가 어렵다고 보았으며, 그리고 전쟁을 조속히 끝맺도록 하기 위하여 서태후가 이를 동의하여 주도록 청하였다. 서안에 있었던 서태후도 하루 빨리 열강의 화의 조건을 받아보려고 기다렸다. 그런데 당시 서태후의 바람은 청조를 유지시킬 수 있는 것이라면 가혹한 어떤 조건이라도 받아들일 생각이었다. 그러므로 서태후는 열강이 제시한 '화의대강 12조'에 염려스러웠던 조항이 없는 것과, 그리고 자신이 사건의 우두머리로 처벌대상에서 제외되어 있는 것을 보고 12월 27일에 경친왕과 이홍장에게 그대로 따르도록 하라는 지시를 보내 비로소 세부적인 내용을 토의하기 시작하였다.

#### 의화단과 관계자 처벌
그러나 강화의 기본적인 원칙이 정해졌다 하더라도 세부사항의 토의는 간단하지가 않았다. 우선 독일제국이 들고나온 의화단 처벌과 책임자의 징계문제, 즉 의화단을 지지한 왕과 대신들의 처벌문제가 제기되었다. 청나라 조정에서는 1900년 9월 25일에 장친왕 재훈, 이친왕 부정, 패륵 재렴, 단군왕 재의, 보국공 재란, 도찰원좌도어사 영년(英年), 협판대학사 이부상서 강의(剛義), 형부상서 조서교 등에 대하여 작위를 박탈하고 파직하는 등 처벌을 내렸다. 그러나 열강들은 그 처벌이 약하고 처벌받은 사람이 적다고 항의하였다. 이에 11월 13일에 두 번째 처벌이 있었는데도 열강은 여전히 불만을 나타냈다. 결국, 1901년 2월 13일과 2월 21일에 걸쳐 세 번째와 네 번째의 처벌을 단행하여 재훈,영년,조서교,육현에게 스스로 목숨을 끊게 하고 몇 사람을 사형시켰다. 그리고 의화단의 소탕을 요구하다가 파직되었던 사람을 복직시켜 명예를 회복시켰다.

#### 열강의 배상금 논의
열강세력들은 청나라 조정에게 배상금 요구하는 것은 당연했으나, 문제는 얼마나 그리고 어떻게 지불하도록 할 것인가에 대해 나라마다 의견이 다 달랐다. 청나라에서 가장 많은 이권을 갖고 있는 영국은 배상금 때문에 관세와 이금을 올릴 수 없다는 것이었다. 왜냐하면 그렇게 되면 중국무역이 크게 영향 받게 되고 중국시장에서도 외국 상품의 구매력이 떨어질것이라고 보았기 때문이다. 미국 역시 충분한 배상금보다는 중국무역이 더 중요하다고 주장하였다. 일본 제국도 미국의 주장에 따랐다. 그러므로 배상금에 있어서는 영,미,일의 의견이 같아 장기적인 안목으로 그 액수를 조금 적게하고 지불 방법도 길게 잡도록 하였는데, 러시아 제국, 프랑스, 독일 제국의 의견은 이와 반대였다. 특히 이 가운데 독일 제국과 러시아 제국은 다른 목적이 있었다. 독일은 가능한 한 많이 받아내어 자국의 해군함대를 확충시키려 하였고, 러시아도 많은 배상금을 받아 내 시베리아 철도를 하루라도 빨리 건설하여 중국과 한국에 대한 침략을 가속화하려 하였다.

### 신축조약의 체결

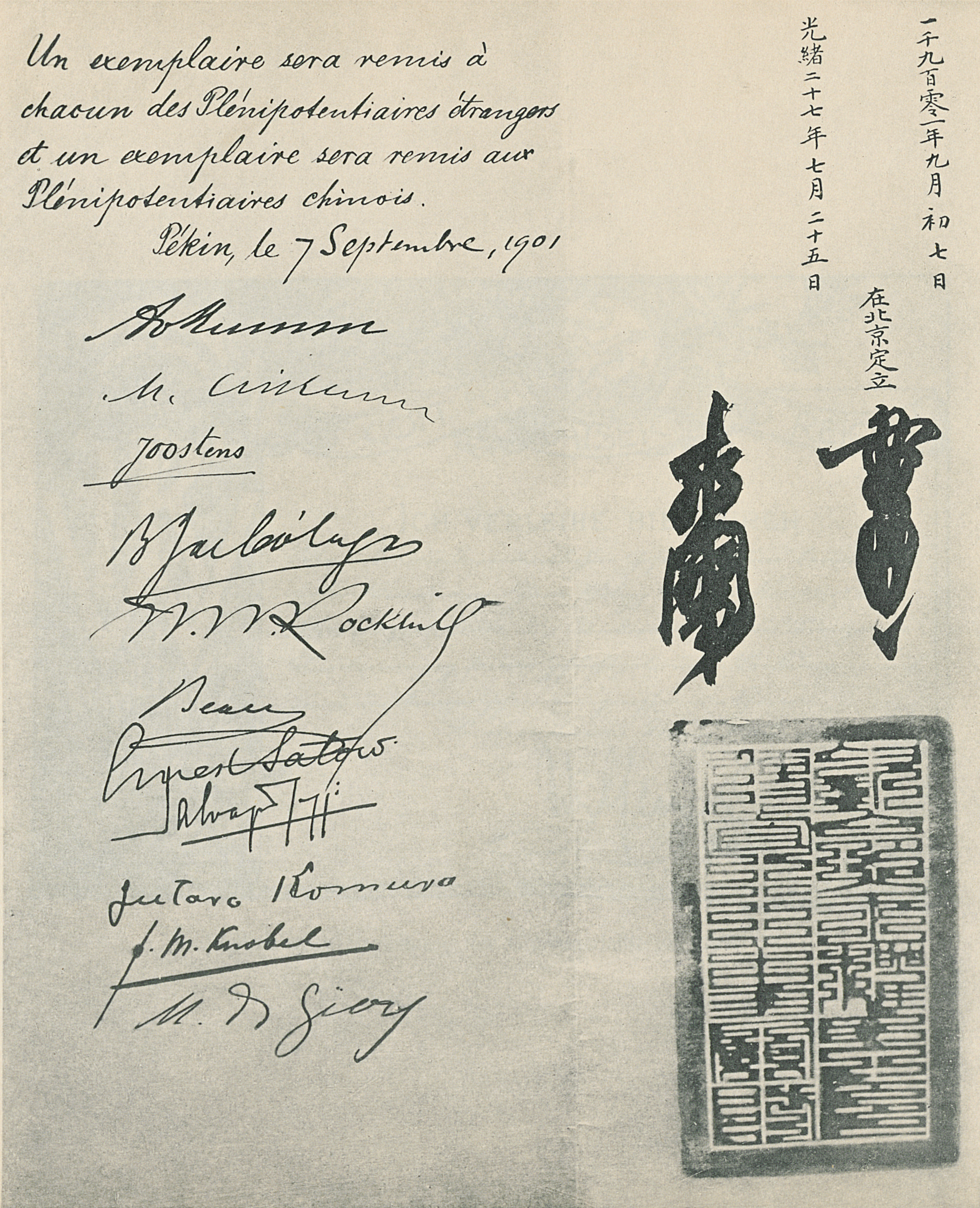
신축 조약 체결서.

청나라 조정과 서양 열강은 장장 8개월의 토론 끝에 배상금의 액수가 정해지고 지불방법을 둘러싼 의견대립도 합의를 보았다. 서양 열강세력들은 중국의 영토와 주권을 보장하고 '서태후의 청조 지배를 인정한다'는 원칙을 내걸었다. 1901년 9월 7일 경친왕 혁광과 이홍장은 청나라를 대표하여 서양의 11개국 대표와 베이징에서 신축조약을 체결했다.
신축 조약 주요내용은 다음과 같다.

- 중국은 배상금을 연리 4%의 이자로 6750만 파운드, 즉 45억 냥을 39년내(1940년까지)에 지불하며 관세, 염세 등을 저당으로 잡는다.
- 대고포대를 해체하고 베이징에 공사관구역을 설정하며 베이징과 산해관 사이 철도연변에 열강 군대가 주둔한다.
- 중국인의 배외운동을 철저하게 탄압하여야 하며 만일 지방관이 진압하지 못하면 즉시 파면하고 영구히 등용하지 말아야 한다.
- 총리아문 대신 외교부를 설치해 6부의 위에 둔다.
- 기왕의 통상조약에 대해 열강이 요구하면 청나라가 이에 협상해 수정할 수 있다.
- 청은 왕,대신을 독일제국과 일본제국에 파견하여 독일 공사와 일본 서기관의 피살에 대하여 사죄한다.

신축조약에 비록 할지(割地) 문제는 없었으나 열강이 톈진을 점령하고 있던 기간에 러시아 제국은 강제적으로 톈진에 조계를 설정하였고, 이탈리아 왕국, 벨기에, 네덜란드에서도 뒤따라 조계지를 설정하였다. 그리하여 이전에 5개국의 조계지가 있던 톈진은 9개국으로 늘어났다.
한편, 독일 외교공사관인 케텔러 사망에 대한 사과 사절로 순친왕이 독일로 갔는데 외교관 자격이 아닌 사과 사절이어서 용서를 빌러 온 죄인 신분의 치욕적인 대우로 받았으나 순친왕의 로비 결과 독일 황제 빌헬름 2세 앞에서 무릎을 꿇는 수모는 겨우 모면했다.
신축 조약은 배상금 채무 문제에서 관세와 염세를 담보를 하는 것이었으므로 청나라 경제에 커다란 타격을 엄청난 배상금과 철도연변의 외국군 주둔 등 조약의 내용은 사실상 청나라를 완전히 무장해제 시킨 격이며, 발가벗고 손발이 꽁꽁 묶인 청나라는 열강들의 침략 앞에 무방비로 던져진 셈이었다. 열강의 국가별 배상금 배분은 러시아 29%, 독일 20%, 프랑스 16%, 영국 11%, 미국과 일본은 각 7%였다. 그런데 배상금의 지불은 1901년부터 1938년까지 30년으로 청나라 말기까지 11년, 중화민국 시기 27년으로 되었다. 그러나 지불정지, 조건의 완화등으로 되돌려 받게 된 것이 약 5억 여 냥이었다. 즉 뒷날 제1차 세계대전에 중국이 참전하여 독일제국과 오스트리아-헝가리 제국에게 줄 배상금을 지불 정지하였고, 참전국은 5년 동안 유예, 러시아 제국은 혁명으로 포기하여 약 5억 여 냥을 되돌려 받은 셈이 된다.
신축 조약 체결된 이후 1901년 10월 6일, 서태후와 광서제는 시안을 출발하여 동관(潼關)을 나와 뤄양을 경유하여 다음해인 1902년 1월 7일에 베이징으로 돌아왔다. 그리고 서태후는 의화단을 적으로 선포하고 패전의 책임을 물어 의화단 진압을 명함으로써 의화단 사건은 수습되었다.

## 영향

### 중국에서의 영향
의화단 운동과 신축 조약 체결은 몇가지 중요한 결과와 영향을 미치게 되는데, 의화단 활동 영향으로 연합군의 베이징 점령과 러시아의 만주 진군은 국제 경쟁을 격화시키게 되었고, 열강들로 하여금 상호 충돌에 따라 청나라에서 누구나 동등한 경제적 기회를 가졌던 상황이 종식되는 사태가 야기되는 것을 우려하게 만들었다.
신축 조약은 청나라의 주권을 매우 심각하게 침해했다. 무기 수입 금지, 다구 포대를 비롯한 여러 포대 폐쇄, 공사관 구역서의 외국 군대 주둔, 베이징에서 해안까지 외국 군대를 배치할 수 있는 권리 등 모든것이 청의 자위권 역량을 손상시켰다. 여러 지역에서의 과거 시험의 중단은 청나라의 내정에 대한 노골적인 간섭까지 미치게 된다.
막대한 배상금 지불 문제도 커다란 타격을 미쳤다. 배상금은 1940년 만기 지불 때까지의 이자를 합산하면 원래 배상금의 두 배가 넘는 액수에 이르게되어 있었다. 배상금은 모두 외화로 지불되어야 했는데, 환전 과정에서 청나라는 특히 은 가격이 급락한 시기에 추가 손실을 감수해야 했다. 이러한 막대한 양의 자본 유출은 청나라의 경제 성장을 매우 크게 억제시켰다.
의화단의 활동과 행동으로 당시 국제 사회에서 '청나라는 미개한 국가'로 인식하게 만드는데 한몫했다. 동시에 해외 열강들의 잔인한 세력 과시는 그들이 난공불락이며 우월하다는 이미지를 심어놓았으며, 청나라의 자신감과 자존심을 산산조각 내버렸다.
1860년대 이래의 반기독교운동에서 시작해 의화단 단계에서 절정에 이른 반외세운동은 결과적으로 청나라 조정의 대외의존을 심화시켰다. 또 청조의 통치력에 대한 의구심이 커져 반청 혁명운동을 활성화시키는 계기가 되었다. 청조도 더 이상 개혁을 늦출 수 없게 되어 서태후와 보수파들 중심으로 신정을 추진하기에 이르렀다.

### 대한제국에 미친 영향과러일전쟁의 배경
청나라에서 터진 의화단 운동은 곧 대한제국에서도 커다란 반향을 일으켰다. 의화단 운동으로 발생한 청나라 난민이 한국으로 밀입해 들어왔다. 1900년 6월 21일 청 정부가 열강에 선전포고하기 직전만해도 1만 2000명이 대한제국 영내로 들어왔다. 그 후에는 더욱 많아져 한국에 들어온 중국인은 수만 명으로 추정된다. 주한 청나라 공사인 서수붕의 동생 가족도 들어왔다.
1900년 6월 25일 대한제국의 고종은 한성부 주재 각국 공사들을 불러 의화단의 난과 이에 관한 서구 열강의 대책을 물었다. 이때 대한제국은 청나라에 공사나 영사를 파견하고 있지 않았으므로 정부 차원의 공식 정보는 얻을 수 없었다.
한편, 러시아군은 '만주의 철도를 보호한다.'는 명목으로 대병력을 파견하여 만주 북부에서 남하했다. 러시아는 수십만 병력을 동원하여 만주 전역 점령에 나섰다. 1900년 6월 하순부터 국경 지대를 넘은 러시아군은 7월 중순 훈춘, 하얼빈을 점령한 후 계속 남진했다. 8월 훈춘에서는 러시아군이 한국인 2,000명을 사살하는 일도 있었다. 의화단과 러시아군의 횡포에 간도에 거주하는 한국인도 대략 1만 여 명이 한국으로 귀환했다. 러시아와 일본은 한국의 말과 소를 구매하여 전쟁물자로 사용했다. 러시아군의 토벌을 피해 의화단의 일부는 대한제국의 국경을 침범했다. 1900년 하반기에서 1901년 상반기에 이르는 동안 의화단과 러시아군이 빈번히 월경하여 방화, 살인, 약탈을 자행했다.
이러한 상황에서 러시아는 한국 내로 파병을 추진했다. 1900년 7월 24일에는 러시아 주한 공사가 고종에게 '러시아 군대의 국경 진입, 조·러 양국 군의 의화단 공동 진압, 러·일의 서울 파병'등을 제의했는데 고종은 거절했다. 한편 한국의 지방군은 월경한 의화단을 격퇴시키지 못했다.
의화단 운동을 계기로 러시아의 남진과 만주 점령, 한반도에 영향력을 행사하자, 러시아와 일본의 대립이 첨예해졌다. 러시아와 일본은 만주와 한반도를 놓고 지루한 협상을 벌였고, 그러다가 결국 일본이 영일동맹을 기반으로 1904년 2월 러시아에 대한 선제공격에 나섬으로써 의화단 운동은 훗날 러일전쟁의 불씨를 제공했다.

## 평가와 비판

### 평가
의화단 운동은 가난한 농민이 주체가 되어 자발적으로 일어난 반제국주의 애국운동이었으나 반봉건적이거나 혁명적인 성격은 없었다. 비록 실패로 끝났지만 그 의의는 상당히 컸다. 첫째, 의화단 운동의 결과 중국의 민족주의가 탄생하였다. 이들이 도처에 붙인 게첩(揭帖)에는 '중국이 당면한 문제'를 지적하고 반제국주의적인 내용이 충만히 있었으며, 행동으로 투쟁하자는 것으로 가득찼다. 둘째, 제국주의에 대하여 타격을 주었을 뿐만 아니라 제국주의 국가들 내부의 대립으로 중국을 넘보지 못하도록 만들었다. 비록 무기는 열악하였으나 의화단의 저항으로 8개국 연합군 사령관이었던 독일의 사령관 알프레트 폰 발더제가 황제 빌헬름 2세에게 중국을 넘겨준다는 것은 '절대 실현할 수 없다'고 하였으며, 중국인들은 '무한한 생기를 갖고 있다'고 하였던 것으로 보아 열강들에게 중국을 넘겨줄 수 없다고 인식시켰다.

#### 폭력과 살상 행위
인도주의에 어긋나는 의화단의 폭력과 살상생위는 전통 중국의 도덕관념과도 어긋나는 것으로서, 사실상의 야만잔혹행위(野蠻殘暴)였다.
타이완 및 수많은 해외 중국인들이 의화단에 대해 내리는 평가는 매우 다양하다. 미신(迷信) 및 폭력(暴力)의 상징으로 보아, 사람을 모욕하는 단어로 의화단을 사용하기도 한다. 역사학자 당덕강(唐德剛)은 의화단 운동을 문화대혁명의 홍위병(紅衛兵)에 비유하기도 한다.
2000년 바티칸의 "봉성"(중국어 간체자: 封圣, 정체자: 封聖) 사건에서는, 대다수 “봉성”의 성도는 의화단 운동에서의 “순교자”로 중국 관점에서의 제국주의에 대한 대항과는 다른 입장에서 완전히 다른 결론을 내리고 있다. 바티칸의 교황은 봉성일(封聖日)을 중화인민공화국이 국경일로 정한 데에 대해 유감을 표하며, 봉성(封聖)의 결정을 바꿀 뜻은 없다고 밝혔다.
8국연합군(중국어 간체자: 八国联军)의 작전 수요에 대항하여, 교통과 통신을 단절한 것에 대해서는 청 정부도 청군에게 철로(중국어 간체자: 铁路)의 훼손을 명령하였던 것으로 나타나고 있다.

#### 민족의식 각성
중화인민공화국의 당국의 관점에서는 의화단 운동은 근대의 의미있는 표지로서 중국의 민족의식을 각성하고 중국의 근대 민족주의적 시각으로 본다.
1949년 이후의 중화인민공화국 역사서에는 '의화단은 제국주의 침략의 실패를 증명하고, 정확한 지도 사상이 없이는 인민 혁명의 승리는 없다'고 결론지었다.
중국학계의 일반적 인식은, 중화민국(民國)의 5·4 운동(五四運動), 5·30 사건(五三十事件)과 함께，근대 이래 중국의 제국주의 침략에 항거한 3대 군중성(群衆性) 민족주의 운동이라 한다. 그 중 5·4 운동은 주로 제국주의의 정치 주권 침략에 반대(중국어: 反帝國主義政治主權侵略)라면 의화단 운동 및 5·30 사건은 제국주의의 정치 경제 및 문화 침략에 반대(중국어: 反帝國主義政治、經濟以及文化侵略)한 운동으로서, 지속된 시간이 더 길며 끼친 영향은 더욱 심원(深遠)하다고 본다。

#### 종교 전쟁
의화단 운동에서, 중국 한교(中國漢教) 및 외래 기독교의 모순이 충돌한 측면에서, '한교를 보호하고, 양교에 반대(중국어: 保漢教、反洋教)'하는 것을 의화단 운동의 중요 목적의 하나로 본다. 철학가 당군의(唐君毅)는 의화단 운동을 '중국 민간 도교와 서방 기독교 사이의 종교전쟁'으로 생각했다.

#### 권력 투쟁
역사학가 당덕강(唐德剛)은 의화단 운동의 또 다른 원인은 청 정부의 권력투쟁이라고 생각하고 있다.
무술정변(戊戌政變) 후, 서태후(慈禧太后)와 광서(光緒) 등의 황제 자리를 두고 서방 열강의 반대를 접하게 되어 한이 되었다. 여러 차례 어전회의(御前會議)에서, 서태후를 비롯한 수구파들은 광서제(光緒帝)를 모욕하였다.
청 정부의 고위관료들은 의화단의 이용을 승진 및 재물 취득의 좋은 기회로 생각하였다.

### 한계와 비판
의화단 운동은 청나라 조정의 보수파, 보수적인 관료와 신사들, 무지몽매하고 미신을 믿는 민중의 힘이 결합해 전개된 것이었다. 이 운동은 열강 제국주의에 대한 분노와 반감이 완전히 비이성적인 방식으로 폭발한 것으로, 내재적으로는 애국적인 요소를 갖고 있었으나 자국민 기독교도들 학살 자행과 수 많은 해악을 끼친 점과 외국 열강으로부터 개입을 허용시켰다는 비판을 받고 있다.
또한 이 운동은 제국주의의 침략에 대항하여 일어난 것이나 의화단의 조직이 미약하고 그들이 갖고 있는 무기도 보잘 것 없는 것인데 비하여 제국주의 열강의 힘은 너무 컸기 때문에 힘으로 대적할 수 없는 실정이었다. 의화단이 외쳤던 멸양 구호는 반제국주의의 뜻을 나타내고 있었으나 제국주의에 대한 인식부족으로 제국주의 국가들 사이에 있었던 상호대립을 이해하거나 이용하지 못하여서 이들에게 효과적으로 대처할 수 없었다. 지역의 농민들을 주축으로 하였기 때문에 의화단의 구성원은 조직적인 기반을 갖고 있지 않았고 명확한 정치의식도 없었으며, 그들 사이에는 처음부터 끝까지 통일된 조직이 이루어지지 않았다. 게다가 의화단 운동은 낙후된 종교와 미신의 조직과 형식을 갖고 이를 정신적 지주로 삼아 일어난 운동이기 때문에 과학적인 혁명이 될 수 없었다. 그리고 '부청'이란 사상적 속박 안에서의 운동이어서 오히려 청 정부에게 이용되고 매도되어 버렸다.

## 영화·문학속에서의 의화단 운동
영화
- 《북경의 55일, (원제) 55 Days At Peking》(1963)
- 《팔국련군》(1975)

문학
- 《은허》(전2권), 서지원 저. 북앤피플.(2003년)

## 같이 보기
- 태평천국 운동
- 양무운동
- 변법자강운동
- 백련교
- 무술변법
- 의화단
- 신축 조약
- 교안

## 참고 자료
- 이윤섭 (2010년 12월 5일). 《객관적 20세기 전반기》. 서울: 필맥. ISBN 978-89-91071-82-7.

- 패트리샤 버클리 에브리 (2010년 6월 25일). 《사진과 그림으로 보는 케임브리지 중국사》. 서울: 시공사. ISBN 978-89-527-5892-7.

- 알랭 루 (2010년 11월 29일). 《20세기 중국사: 제국의 몰락에서 강대국의 탄생까지》. 서울: 책과함께. ISBN 978-89-91221-72-7.

- 박한제,김형종,김병준,이근명,이준갑 공저 (2007년 7월 20일). 《아틀라스 중국사》. 서울: 사계절. ISBN 978-89-5828-236-5.

- 마해염,양걸 공저/박현숙 옮김 (2006년 11월 21일). 《중국 역사를 뒤바꾼 100가지 사건》. 서울: 채움. ISBN 978-89-91919-04-4.

- 노신 외 저/임대근 역 (2005년 1월 25일). 《격동의 100년 중국: 지난 100년 동안 중국에는 어떤 일이 일어났을까》. 서울: 일빛. ISBN 978-89-5645-064-3.

- 존 K. 페어뱅크,류광징 편/김한식,김종건 등역 (2007년 9월 10일). 《캠브리지 중국사 11권 하: 청 제국 말 1800~1911년 2부: 근대화를 향한 모색》. 서울: 새물결. ISBN 978-89-5559-226-9.

- 백양 저/김영수 역 (2005년 4월 28일). 《맨얼굴의 중국사 5: AD 17세기부터 AD 20세기》. 서울: 창해(새우와 고래). ISBN 978-89-7919-651-1.

- 신승하 (2004년 4월 10일). 《중국근현대사: 근대중국 개혁과 혁명)(상.하)》. 서울: 대명출판사. ISBN 978-89-5774-109-2.